# باشق أوراسي
البَاشِق الأوراسيّ أو البَاشِق الشِّماليّ، أو مجرَّد البَاشِق (الاسم العلمي: Accipiter nisus) هو أحد أنواع الجوارح صغيرة الحجم المُنتمية لفصيلة البازية، وهو واسع الانتشار في القسم الأعظم من أوراسيا وفي شمال أفريقيا. تختلف الذكور والإناث عن بعضها من ناحية الهيئة الخارجيَّة، فالبوالغ من الذكور تتمتع بريشٍ رماديّ مُزرق ذي شرائط برتقاليَّة على القسم السفلي من جسدها؛ بينما الإناث والفراخ اليافعة بُنيَّة على القسم العلوي ومُخططة بخطوطٍ بُنيَّة على القسم السُفليّ. والأنثى أكبر حجمًا من الذكر بحوالي 25%، مما يجعل من فارق الحجم بين الجنسين أحد أعظم الفوارق عند أي نوعٍ آخر من الطيور. الباشق الأوراسي صيَّادٌ حُرجيّ بالمقام الأوَّل، يفتك بالطيور الحرجيَّة الصغيرة غالبًا، غير أنَّه يمكن العثور عليه في عدَّة أشكال من الموائل الطبيعيَّة والاصطناعيَّة بما فيها الحدائق العامَّة والحدائق المنزليَّة والقرى والمُدن، حيث يعيش على صيد الطيور قاطنتها. تميلُ الذكور إلى صيد الطيور الصغيرة من شاكلة القراقف والشراشير وعصافير الدوري؛ أمَّا الإناث فقادرة على الإمساك بطيورٍ أكبر حجمًا مثل السمنات والزرازير وأي نوعٍ آخر يصل وزنه إلى حوالي 500 غرام (18 أونصة) أو أكثر بقليل.
يُمكن العثور على الباشق الأوراسي في جميع أنحاء أقاليم العالم القديم المُعتدلة وشبه الاستوائيَّة؛ والطيور قاطنة المناطق الشماليَّة منها من القواطع، تُهاجر جنوبًا خلال فصول السنة الأكثر برودة، بالمقابل فإنَّ نظيرتها الجنوبيَّة مُقيمة في مواطنها طيلة العام، مع العلم أنَّ بعض الجمهرات منها تنزح داخليًا إلى موائل أقل تطرفًا خلال الفصول القاسية، أو تقوم بهجرات قصيرة المسافة. تُفرخ البواشق الأوراسيَّة في أي نوعٍ من الأحراج، وتُنشأ عشًا من الأغصان يصل عرضه إلى 60 سنتيمترًا (2.0 قدم) على إحدى فروع الأشجار. تضع الأنثى ما بين أربع إلى خمس بيضات زرقاء باهتة بُنيَّة الرُقط. يعتمد نجاح الشريكان في التفريخ على مقدرة الأنثى في الحفاظ على وزنها مرتفعًا والاعتماد على ما يُحضره لها الذكر من طعام. تفقس الفِراخ بعد 33 يومًا من الرخم، وتكتسي بالريش خلال فترة تمتد بين 24 إلى 28 يومًا من الفقس.
تتخطى حوالي 34% من الفراخ عامها الأوَّل، وحوالي 69% من البوالغ تبقى من عامٍ لآخر وتنفق بسبب تقدمها بالسن. نسبة النفوق بين الذكور اليافعة أعلى من تلك الخاصة بالإناث اليافعة، أمَّا أمد الحياة فيبلغ أربع سنوات في المعدَّل. عانت جمهرات الباشق الأوراسي خلال الحرب العالميَّة الثانية وتراجعت أعدادها بشكلٍ ملحوظ، لكنها عادت لترتفع بسرعة حتى أصبحت حاليًا أكثر أنواع الجوارح شيوعًا في أوروبا. ويُعزى سبب تقهقر أعدادها سابقًا إلى استعمال مُبيدات الحشرات الكلوريديَّة العضويَّة قبل البِذار، فأخذت تلك السموم تتجمَّع في أجسام الطيور وتتركَّز وتفتك بالضعيفة والعاجزة منها، أمَّا الطيور المثصابة والتي تمكنت من البقاء فكانت تضع بيوضًا هشَّة القشرة سرعان ما تنكسر عندما ترخمها الأنثى. عادت الجمهرات لتتعافى بسرعة كبيرة بعد أن حُظر استخدام تلك المُبيدات في جميع أنحاء أوروبا نظرًا لما تنطوي عليه من مخاطر وأضرار، فأصبحت من بين أكثر الأنواع شيوعًا حتى صنَّفها الاتحاد العالمي للحفاظ على الطبيعة على أنها غير مهددة على الإطلاق.
أدّى سلوك البواشق الأوراسيَّة وعاداتها في افتراس وقنص طيور الطرائد التي يستهويها الصيَّادون، والحمام الداجن بما فيه الزاجل الذي يُربّى بهدف التسابق، أدّى ذلك إلى تنازع مُربي الدواجن والطرائد معها على مدار قرون. كما يلوم البعض البواشق الأوراسيَّة في أنَّها السبب وراء تناقص أعداد العصفوريَّات في بعض المناطق؛ غير أنَّ البحوث العلميَّة لم تكشف أي صلة بين ازدياد أعداد هذه الكواسر وانتقاص أعداد الطيور قاطنة الأحراج والأراضي الزراعيَّة بعد انتهاء الحرب العالميَّة الثانية (أي بعد انتعاش جمهرة البواشق). كما أظهرت دراسات أخرى أن البواشق الأوراسيَّة مسؤولة عن نفوق أقل من 1% من الحمام الزاجل. 
دُجِّنت البواشق الأوراسيَّة من قِبل الصقَّارين الأوروبيين منذ القرن السادس عشر على الأقل، ومنذ ذلك الحين وهي تُستخدم في قنص الطرائد الصغيرة ومتوسطة الحجم . ويمتدحها الصقَّارون لشجاعتها وإقدامها، مع العلم أنَّه يُشتهر عنها صعوبتها في التعلّم والتدرّب. تظهر هذه الطيور في الميثولوجيا التيوتونيَّة، وقد ذكرها عدد من الكتَّاب والمؤلفين بمن فيهم: ويليام شكسپير وألفريد تنيسون وتيد هيوز.

## التصنيف

### التسمية

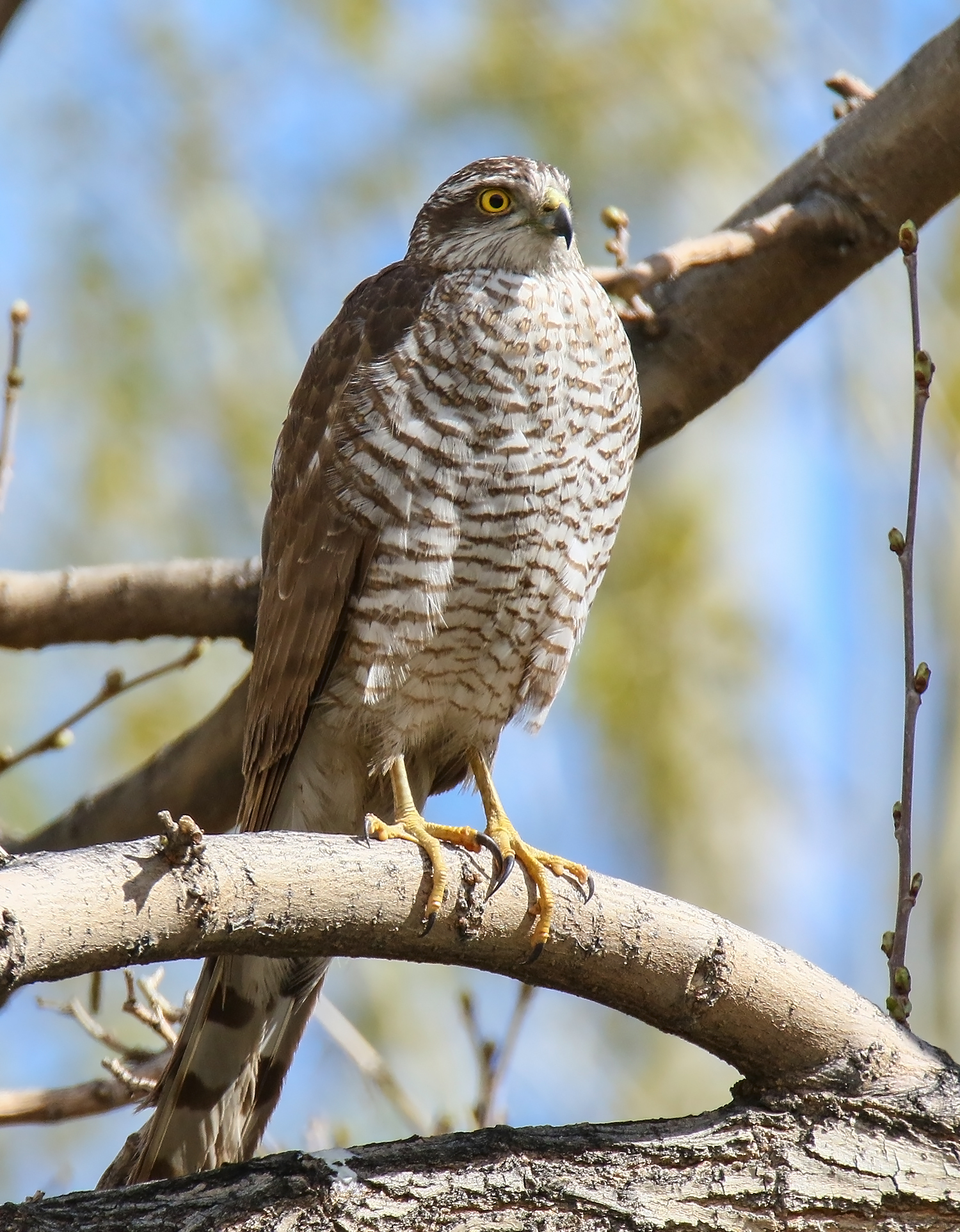
أنثى بالغة.

تشتهرُ هذه الطيور باسم البَاشِقُ فحسب، في اللغة العربيَّة. والباشق اسم أَعجميّ مُعرّب، يُشتقُ من «بشق»، يُقال: «بَشَقْته بالعصا وفشَخْتُه». وفي حديث الاسْتِسْقاء: «بَشِقَ المسافرُ ومُنِع الطريقُ»، قال الإمام البخاري: «أَي انْسَدَّ»، وقال ابن دريد: «بَشِقَ أَي أَسْرع مثل بَشِكَ»، وقيل: معناه تأَخَّر، وقيل: حُبِس، وقيل: مَلَّ، وقيل: ضَعُف. وقال الخطابي: «بشق ليس بشيء، وإنما هو لَثِق من اللَّثَق وهو الوَحَلُ، وكذا هو في رواية عائشة، »؛ قال: «ويُحتمل أَن يكون مَشِقَ أَي صار مزِلّةً وزَلَقاً، والميم والباء مُتقارِبان»؛ وقال غيره: «إنَّما هو بالباءِ من بشَقْت الثوب وبَشَكْته إذا قطعته في خِفّةٍ؛ أي قُطِع المسافر، وجائز أن يكون بالنون من قولهم نَشِقَ الظبْيُ في الحِبالة إذا عَلِقَ فيها». ورجلٌ بَشِقٌ إذا كان يدخل في أُمور لا يكاد يَخْـلُص منها.
أمَّا تسمية «الأوراسي» و«الشمالي» فجاءت تعريبًا لاسم النوع المُستخدم في اللغات الأوروبيَّة، وفي مُقدمتها اللغتين الإنگليزيَّة والفرنسيَّة. وكما هو الحال في العربيَّة، تشتهر هذه الطيور في الإنگليزيَّة العاميَّة باسم «الباشق» فقط (بالإنگليزية: Sparrowhawk؛ نقحرة: سپاروهوك). والاسم الإنگليزيّ المُعاصر يعود بجذوره إلى الكلمة الإنگليزيَّة الوسطى sperhauk وإلى أخرى إنگليزيَّة عتيقة هي spearhafoc، وكلا الكلمتين تعنيان: «الباز صيَّاد العصافير». يُعتقد أنَّ الاسم النوردي القديم للبواشق الشماليَّة sparrhaukr صاغه الڤايكنغ الذين تعرَّفوا على هواية تربية الصقور في إنگلترا. من الأسماء العاميَّة الإنگليزيَّة الأخرى لهذه الطيور: الباز الأزرق، وهي ترمز إلى لون الذكر البالغ، وباز الوشيع، وباز الصاري، وباز المهماز، وصقر الصخور.

### الوصف العلمي
ينتمي الباشق الأوراسي إلى فصيلة البازية وجنس البيزان الضخم، وهو نفس الجنس الذي تنتمي إليه البيزان الحرجيَّة الصغيرة والمتوسطة الأخرى. أغلب أعضاء هذا الجنس قاطنة العالم القديم يُطلق عليها اسم البيزان (مُفردها باز) أو البواشق (مُفردها باشق).
وُصفت هذه الطيور وصفًا علميًا لأوَّل مرَّة خلال القرن الثامن عشر، من قِبل عالم الحيوان السويدي كارولوس لينيوس في مؤلَّفه حامل عنوان «النظام الطبيعي» (باللاتينية: Systema Naturae)، حيث أطلق عليها الاسم العلمي Falco nisus أي «الصقر النزوعي»، وفي عام 1760م نقل عالم الحيوان الفرنسي ماثورن جاك بريسون الاسم إلى ما هو عليه اليوم. يُشتق الاسم العلمي الحالي من الكلمتين اللاتينيَّتين accipiter بمعنى «باز» وnisus أي «النزوع» حرفيًا، ويُقصد بها أيضًا الإشارة إلى «نيسوس» ملك مگارا الأسطوري، الذي تنص الميثولوجيا الإغريقيَّة أنَّه تحوَّل إلى باشق بعد أن قامت ابنته شيلا بقص خصلة شعره البنفسجيَّة لتُقدمها إلى عشيقها (وخصم نيسوس) المدعو مينوس.

### النُويعات

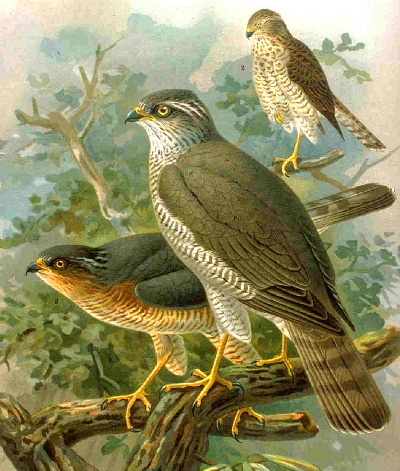
النُويعة النزوعة (الأوروبيَّة).

يُشكِّلُ الباشق الشمالي «نوعًا فائقًا» مع الباشق أمغر الصدر (Accipiter rufiventris) قاطن أفريقيا الشرقيَّة والجنوبيَّة، ويُحتمل أن يضم هذا النوع الفائق باشق مدغشقر (Accipiter madagascariensis) أيضًا. الفوراق الجغرافيَّة بين الجمهرات ضئيلة ومُتدرِّجة، فالطيور قاطنة القسم الشرقي من موطنها أضخم حجمًا وأبهت لونًا من تلك قاطنة المناطق الغربيَّة، ويتدرَّج حجمها وبهتان لونها مع الاقتراب من الشرق شيئًا فشيئًا. يعترف العُلماء بست نُويعات من هذه الطيور، وهي:
- النُويعة النزوعة (A. n. nisus): تُعرف أيضًا باسم النُويعة الأوروبيَّة،[6] وهي النُويعة النمطيَّة، وصفها لينيوس عام 1758م.[20] تُفرخ في كامل أوروبا حتى آسيا الغربيَّة بما فيها بلاد الشام وتركيَّا والعراق وبلاد القوقاز وصولًا حتى غربي سيبيريا وإيران. الجمهرات الشماليَّة تشتو جنوبًا حتى حوض البحر المتوسط، وشمال شرق أفريقيا، وشبه الجزيرة العربيَّة، وباكستان.

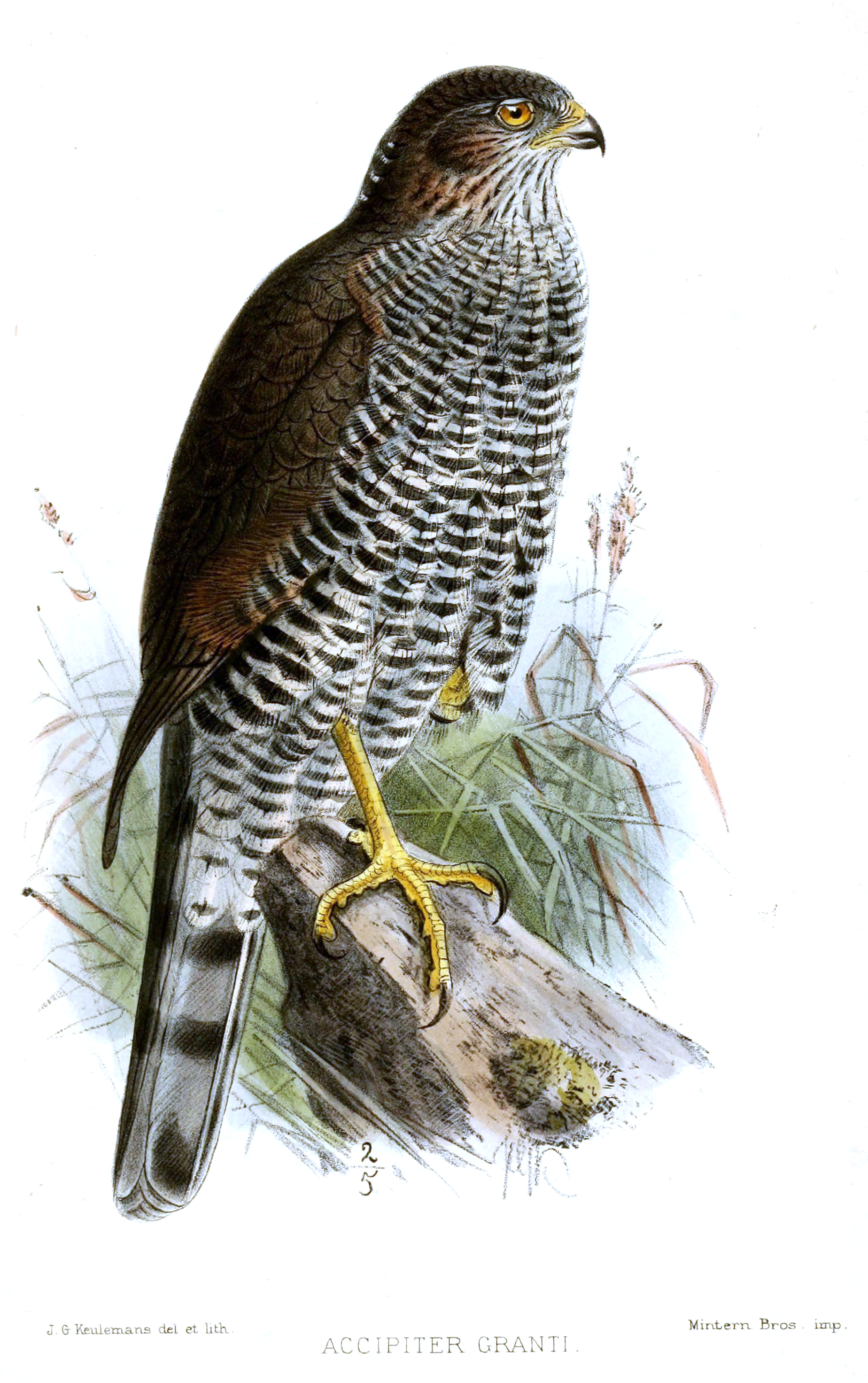
النُويعة الگرانتيَّة.

- النُويعة شبه النزوعة (A. n. nisosimilis): وصفها عالم الطيور البريطاني صموئيل تيكل سنة 1833م.[20] تُفرخ في وسط وشرق سيبيريا وصولًا إلى شبه جزيرة كامشاتكا واليابان وجنوبًا حتى شمال الصين. جميع الجُمهرات من القواطع، تشتو في باكستان والهند وشرقًا عبر جنوب شرق آسيا وجنوب الصين حتى شبه الجزيرة الكوريَّة واليابان، وبعض الطيور تصل أفريقيا في حالاتٍ نادرة. تُشابه النُويعة النزوعة بشكلٍ كبير، غير أنها أعظم قدًا بعض الشيء.[21]
- النُويعة الداكنة (A. n. melaschistos): وصفها عالم الطيور البريطاني ألان أوكتاڤيان هيوم سنة 1869م.[20] تُفرخ في الجبال بصورةٍ رئيسيَّة، من أفغانستان عبر الهيمالايا وجنوب التبت وصولًا إلى غرب الصين، وتشتو في سهول آسيا الجنوبيَّة. أضخم حجمًا[18] وأطول ذيلًا من النُويعة النزوعة،[22] والقسم العلوي من جسدها أردوازي داكن، وشرائط قسمها السفلي مغراء قاتمة مُلفتة للنظر.[18]
- النُويعة الڤولتيرستُورفيَّة،[6] أو نُويعة ڤولتير ستُورف، (A. n. wolterstorffi): وصفها عالم الطيور الألماني أوتو كلينشميت سنة 1900م. مُقيمةٌ مُفرخة في كُلٍّ من كورسيكا وسردينيا،[20] وهي الأصغر قدًا بين كل النُويعات.[19] القسم العلوي من جسدها أقتم من ذاك الخاص بالنُويعة النزوعة، كما أنَّ قسمها السُفلي أكثر تقليمًا.[23]
- النُويعة الگرانتيَّة أو نُويعة گرانت (A. n. granti): وصفها عالم الحيوان البريطاني ريتشارد بودلر شارپ سنة 1890م.[20] مقصورةٌ في وجودها على جزر ماديرا والكناري. صغيرة الحجم وداكنة الألوان.[24]
- النُويعة البونيقيَّة (A. n. punicus): وُصفت سنة 1897م.[20] مُقيمةٌ مُفرخة في شمال غرب أفريقيا شمال الصحراء الكبرى، في المغرب والجزائر وتونس.[25] تتشابه والنُويعة النزوعة بشكلٍ كبير،[23] فهي تُقاربها في الحجم الضخم، وفي اللون الباهت.[24]

## الوصف الخارجي
الباشق الأوراسي طائرٌ جارح صغير الحجم، قصير الأجنحة وطويل الذيل، وهي كلّها تأقلمات تساعده على العيش وسط الغابات والتحرّك بحريَّة بين الأشجار. يُمكنُ للإناث أن تفوق الذكور حجمًا بنسبة 25%، وأن تزن ضعفها. تُعرف الحالة عندما تكون الإناث أكبر حجمًا من ذكورها باسم مثنويَّة الشكل الجنسيَّة المعكوسة، وهي حالةٌ نادرة عند الفقاريَّات العُليا، لكنها مألوفة بين الجوارح، وتظهر بشكلٍ بارز عند الجوارح قانصة الطيور بالأخص.

### القدّ

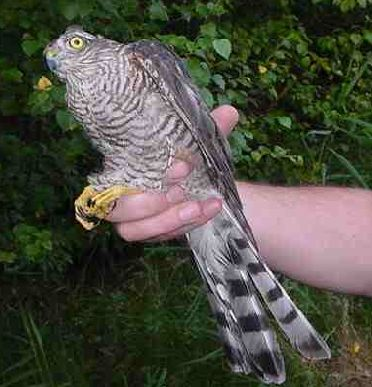
شخص يُمسكُ بباشقٍ أوراسي، لاحظ حجم الطائر الصغير عند مُقارنته بحجم وطول ذراع الشخص القابض عليه.

يتراوح طول الذكر البالغ بين 29 و34 سنتيمترًا (11–13 إنشًا)، وباع جناحيه بين 59 و64 سنتيمترًا (23-25 إنشًا)، ووزنه بين 110 و196 غرامًا (3.9–6.9 أونصة). والأنثى أعظم قدًا من الذكر، فيتراوح طولها بين 35 و41 سنتيمتر (14–16 إنش)، وباع جناحيها بين 67 و80 سنتيمتر (26–31 إنش)، ويتراوح وزنها بين 185 و342 غرامًا (6.5–12.1 أونصة). يستخدم الباشق الأوراسي منقاره الصغير لنتف ريش الطريدة وتقطيعها إربًا، وقوائمه طويلة كما أصابعه، وهي مُلائمة للإمساك بالطيور وتثبيتها. الإصبع الخارجيّ شديد الطول والنحولة؛ أمَّا الإصبع الداخليّ والخلفيّ فقصيران وثخينان. الإصبع الأوسط شديد الطول كذلك الأمر، ويستخدمه الطائر للإمساك بالأشياء، ويُلاحظ وجود نتوء على قفا الإصبع سالف الذِكر، مما يعني أنَّ الطائر عندما يُغلق إصبعه لا يترك أي فراغ بينه وبين راحة كفه أو بين الأصابع الأخرى، مما يُساعده على التشبث بالطريدة.
يُلاحظ أنَّ البواشق الأوراسيَّة قاطنة المناطق الشماليَّة في بريطانيا تميل لأن تكون أكبر حجمًا من أقاربها قاطنة المناطق الجنوبيَّة من الجزيرة، حيث يزيد طول أجنحتها بمعدَّل 0.86 مليمترًا (0.034 إنشًا) عند الذكور، و0.75 مليمترًا (0.030 إنشًا) عند الإناث، وتزداد بارتفاع دوائر العرض شمالًا.
التحليق النمطي عِبارة عن «رفرفة - رفرفة - انزلاق»، ويخلق الانزلاق مظهرًا متموجًا للطائر. البواشق الأوراسيَّة تُقابل البيدق في حجمها، وتفوق بواشق شكرا قدًا، وتختلف عن كِلا النوعين من حيث النداءات التي تُصدرها؛ والذكر يفوق اليؤيؤ حجمًا بقليل. يُمكن لغير العارف أن يُخطأ بين أنثى الباشق الأوراسي وذكر الباز الشمالي الذي يتقاطع موطنه العالمي مع موطن البواشق، لكنها تبقى أكثر نحولةً منه، كما أنَّ أجنحتها أقصر وذيلها مُربّع الشكل عند نهايته، وتُحلّق بخفقاتٍ أسرع. من الأنواع التي يُسهل الخلط بينها وبين الباشق الأوراسي أيضًا، باشق بِسرى في الصين، على الرغم من أنَّ النُويعة شبه النزوعة (A. n. melaschistos) قاطنة تلك الناحية من العالم أكبر حجمًا بأشواط.

### الكِسوة

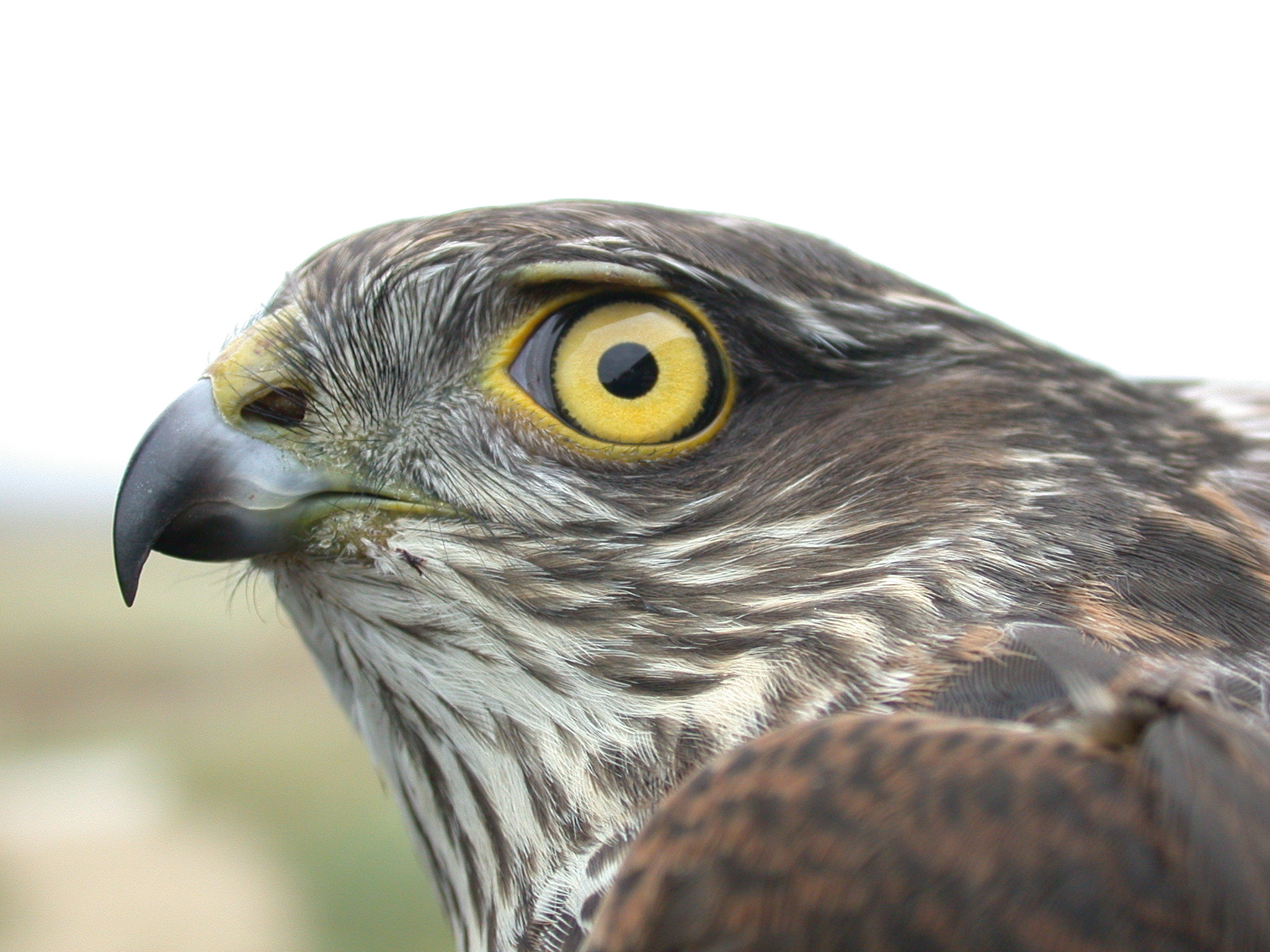
القزحيَّة الصفراء للذكر اليافع.

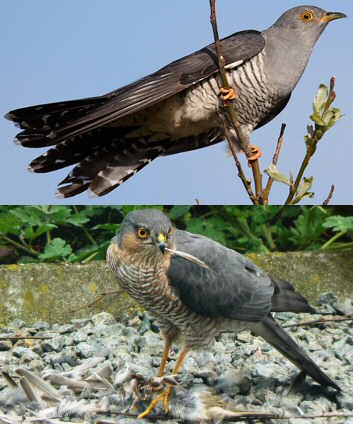
مُقارنة بين هيئة الوقواق المألوف (في الأعلى) وذكر الباشق الأوراسي (في الأسفل).

يتمتع الذكر بلونٍ أردوازي ضارب إلى الرمادي على القسم العلوي من جسده (يميلُ أحيانًا إلى الزُرقة)، أمَّا قسمه السفلي فمُخطط بشرائط ضاربة إلى الحُمرة تبدو للناظر وكأنها برتقاليَّة بسيطة من على بُعد. وقزحيته بُرتقاليَّة ضاربة للصفار أو للحُمرة. وبالنسبة للأنثى، فالقسم العلوي من جسدها بُني ضارب للرمادي، والقسم السُفلي مُخطط بشرائط بُنيَّة، أمَّا لون قزحيتها فيتراوح بين الأصفر والبرتقالي. الفراخ الحثَّة بُنيَّة على القسم العلوي من جسدها وصدئة الجانبين، وقسمها السفلي جلف التخطيط أو مُرقط، وعيناها صفراء باهتة؛ أمَّا حلقها فمُخطط بخطوط داكنة ويفتقد الخط الأوسط الموجود عند البوالغ.
يُعدُّ القسم السُفلي الباهت لهذه الطيور، بالإضافة إلى قسمها العلوي الداكن إحدى أمثلة التظليل العكسي، وهو أحد أنماط التمويه الطبيعيَّة عند الحيوانات، فتجعله يندمج مع الغيم أو السماء بالنسبة للناظر من أسفل، ومع الأرض بالنسبة للناظر من أعلى، فيختفي عن عيون الضواري والطرائد على حدٍ سواء. تظهر هذه السمة عند الجوارح صائدة الطيور والفرائس سريعة الحركة بالأخص. الخطوط الأفقيَّة على صدور البواشق الأوراسيَّة مظهرٌ مألوف ونمطيّ عند الجوارح الحرجيَّة (قاطنة الأحراج)، كذلك فأنَّ اللون الأردوازي المزرق للقسم العلوي عند الذكور سمة أخرى مميزة عند الكثير من الجوارح قانصة الطيور من شاكلة الشاهين واليؤيؤ وأنواعٌ كثيرة من البيزان. أظهرت بعض التجارب باستخدام نماذج مُحنَّطة من الوقواقات المألوفة (طائرٌ من مُتطفلات الأعشاش)، أنَّ الطيور الصغيرة تتجنَّب الاقتراب من الأفراد ذات الصدور المُقلَّمة كصدور البواشق الأوراسيَّة. كا اكتُشف أنَّ هوازج القصب الأوراسيَّة تُظهر عدائيَّةً أشد بكثير تجاه الوقواقات الأقل شبهًا بالبواشق والبيزان، مما يعني أنَّ الوقواقات تلجأ إلى كِسوتها الشبيهة بكِسوة البواشق الأوراسيَّة حتى تُرعب الطيور الصغيرة وتتمكن من وضع بيضتها داخل أعشاشها دون أن تتعرض لإزعاجها ومقاومتها.

## أمد الحياة والديمغرافيا
أكبر البواشق الأوراسيَّة سنًا الموثقة عاش لما يزيد بقليل عن عقدين من الزمن؛ فقد عُثِرَ عليه نافقًا في الدنمارك بعد 20 سنة و3 أشهر من تزويده بحلقة على ساقه بسبيل مُتابعته. يَصل مُعدَّل حياة البواشق الأوراسيَّة إلى 4 سنوات تقريبًا، وقد أظهرت بعض التحليلات التي قام بها علماء صندوق علم الطيور البريطاني (بالإنگليزيَّة: British Trust for Ornithology؛ واختصارًا: BTO) بناءً على مُعطيات ميدانيَّة أنَّ نسبة الفراخ اليافعة التي تتخطى عامها الأوَّل تصل إلى 34%؛ أمَّا مُعدَّل بقاء البوالغ من عام لآخر فيصل إلى 69%. ينخفض وزن الطيور خلال عامها الأوَّل بنسبةٍ ملحوظة عن وزن البوالغ، وتكون خفيفة الوزن بشكلٍ ملحوظ أثناء الطيران خلال الشهرين الأولين من مغادرتها العش. يُحتمل أن تكون نسبة الوفيَّات مرتفعة خلال هذه الفترة وبالأخص بين الذكور. اقترحت إحدى الدراسات التي أُجريت في جنوب اسكتلندا أنَّ نسبة النفوق المرتفعة عند الذكور اليافعة مردّها حجمها الصغير وحجم طرائدها الصغير أيضًا، مما يعني أنَّ "نسبة احتمال بقاءها بين الوجبة والأخرى تقل وتنخفض". كما أنَّ حجمها الصغير يعني أنَّ خياراتها من الطرائد قليلة ومحصورة. قدَّرت الدراسات أنَّ أنثى الباشق الأوراسي معتدلة الوزن يُمكنها البقاء بلا غذاء طيلة سبعة أيَّام، أي أطول بثلاثة أيَّام من أي ذكرٍ معتدل الوزن.
أظهرت إحدى الدراسات التي تناولت إناث البواشق الأوراسيَّة أن هناك «دلائل قويَّة» تدعم النظريَّة القائلة بأنَّ احتمال بقائها يرتفع خلال سنوات حياتها الثلاثة الأولى، وينخفض في سنوات عمرها الخمس أو الست الأخيرة. كما تبيَّن أنَّ الهرم والعجز هو السبب الرئيسي في تراجع أعدادها مع تقدمها بالعمر.

## الانتشار

### الموطن والجمهرة

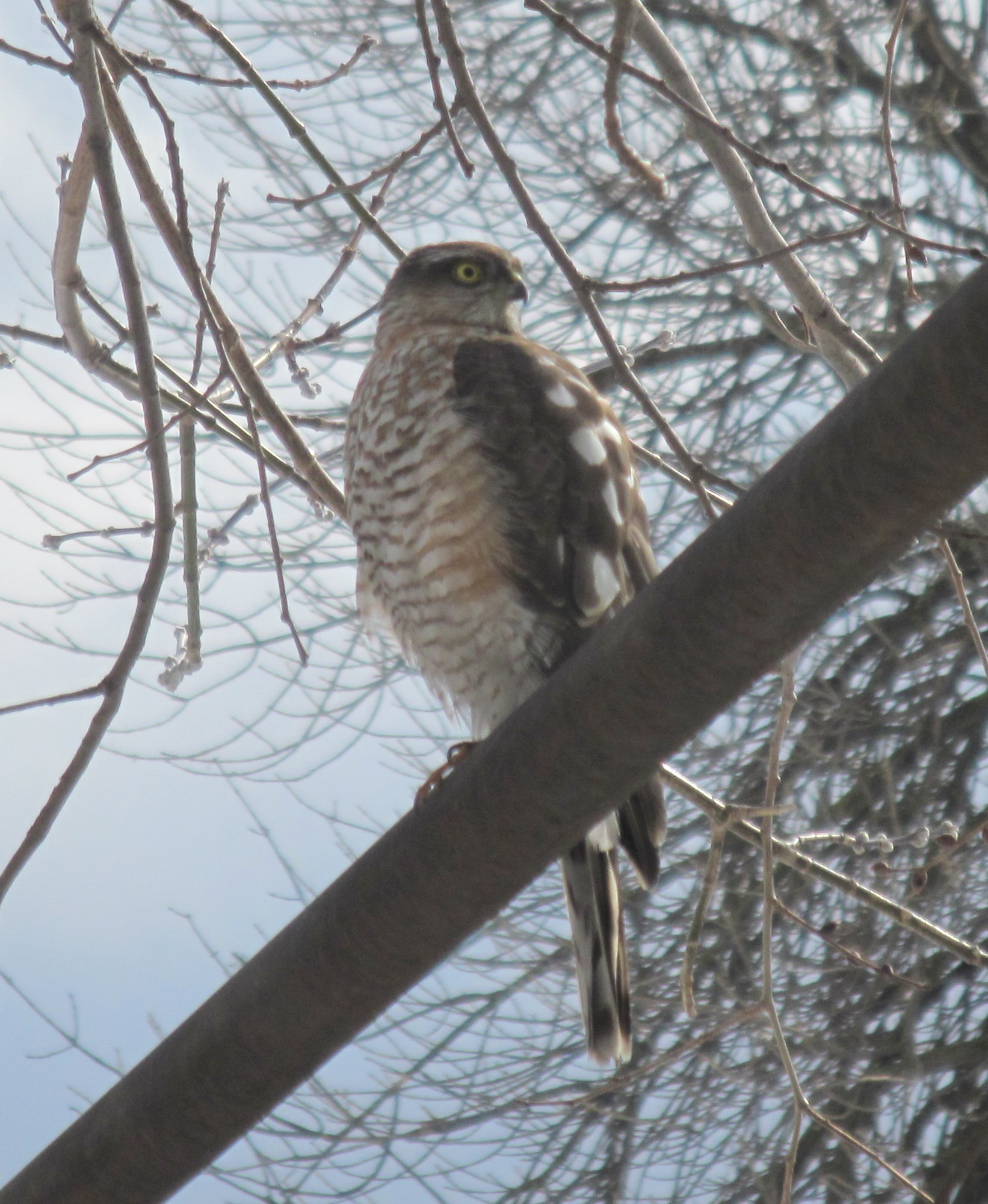
باشق أوراسي في البراري المُحيطة بمدينة پينزا في روسيا.

الباشق الأوراسي نوعٌ واسع الانتشار عبر أغلب أقاليم العالم القديم المُعتدلة وشبه الاستوائيَّة، وهو طائرٌ مقيمٌ ومُفرخ في موطنٍ شاسع تُقدَّر مساحته بحوالي 23,600,000 كلم2 (9,100,000 ميل2) وقُدِّرت جمهرته العالميَّة بحوالي 1.5 مليون طائر سنة 2009م. وعلى الرغم من أنَّ أوضاع الجمهرة العالميَّة لم تُحلل أو تُدرس بشكلٍ فعليّ، إلّا أنه يبدو أنَّها مستقرَّة ولا تُعاني من خطب، ولهذا يُصنف الاتحاد العالمي للحفاظ على الطبيعة هذه الطيور على أنها غير مُهددة. تُعاني النُويعة الگرانتيَّة (granti) من فقدان الموئل والصيد غير القانوني ومن هواة تجميع البيض، وبناءً على هذا فقد تراجعت أعدادها حتى بلغت جمهرتها 100 زوجٍ فقط في جزر ماديرا و200 زوج في جزر الكناري، وتضعها توجيهيَّة الطيور في المفوضيَّة الأوروبيَّة في الملحق رقم 1 من قائمة الطيور المهددة في القارَّة العجوز. يُعدُّ الباشق الأوراسي أحد أكثر الجوارح شيوعًا في أوروبا، إلى جانب كلٍ من العوسق المألوف والسقاوة الأوراسيَّة. على الرغم من هذا فإنَّ بعض الجمهرات تُعاني من تراجع أعدادها وفي مُقدمتها الجمهرتين النرويجيَّة والألبانيَّة، كما لا يزال هواة تربية طيور الطرائد والحمام في كامل أنحاء أوروبا يُطلقون النار على البواشق عمدًا بحال ضبطوها على مقربة من أماكن تربية الطيور. غير أنَّ هذا الاضطهاد لا يزال ضئيلًا، ولم تتأثر به الجمهرات بشكلٍ جدّي.
ازدادت الجمهرة البريطانيَّة بنسبة 108% خلال الفترة الممتدَّة بين عاميّ 1970م و2005م، وشهدت تراجعًا بنسبة 1% خلال الفترة المُمتدة بين عاميّ 1994م و2006م. تُعتبر البواشق الأوراسيَّة أكثر الجوارح انتشارًا في إيرلندا وتُفرخ في مُختلف أنحاء الجزيرة حتى في أواسط مدينة دبلن.
تُهاجر البواشق الأوراسيَّة قاطنة المناطق الشماليَّة الباردة في أوروبا وآسيا جنوبًا خلال فصل الشتاء، فيبلغ قسم منها شمال أفريقيا (والبعض يُمكن أن يصل أفريقيا الشرقيَّة المداريَّة)، ويصل القسم الآخر الهند وجوارها. أمَّا الجمهرات الجنوبيَّة فمُقيمة أو تُهاجر مسافاتٍ قصيرة داخل البلد ذاته. تشرعُ الفراخ الحثَّة بهجرتها قبل البوالغ، والإناث منها تسبق الذكور في التحرّك جنوبًا. أظهرت البيانات التي حصل عليها العلماء من بواشق مُزوَّدة بحلقاتٍ لاسلكيَّة لتتبع حركاتها، في أرخبيل هليغولاند بألمانيا، أنَّ الذكور تُهاجر لمسافاتٍ أبعد من الإناث وبوتيرةٍ أكبر؛ كما أكَّدت البيانات من طيورٍ من كالينينغراد في روسيا هذا الكلام، فظهر أنَّ مُعدَّل المسافة التي يقطعها الطائر بين الاستراحة والأخرى بلغت 1,328 كيلومترًا (825 ميلًا) للذكور و927 كيلومترًا (576 ميلًا) للإناث.

### الموائل الطبيعيَّة

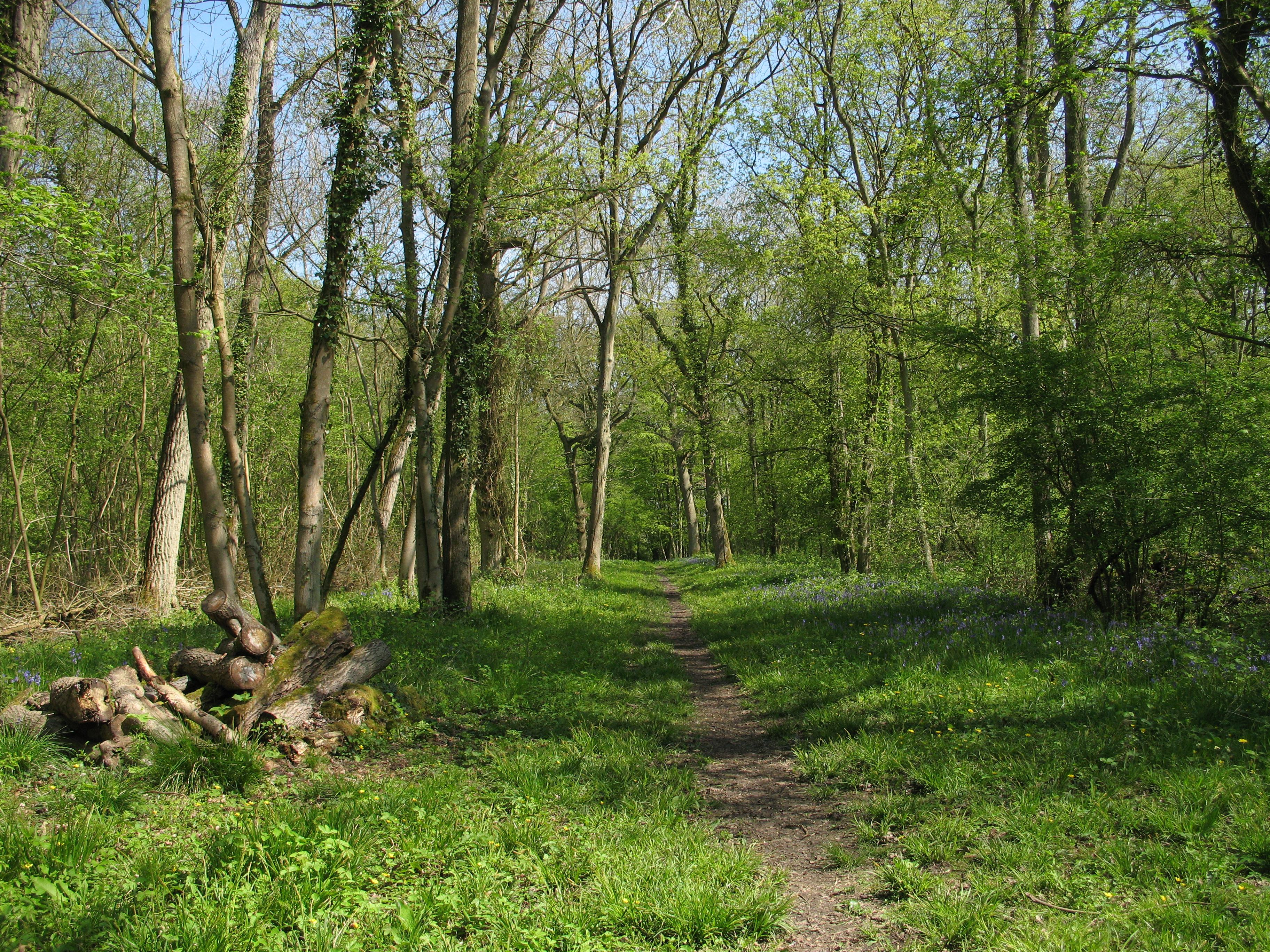
غابةٍ نفضيَّة: الموئل الطبيعي النمطي للبواشق الأوراسيَّة.

الباشق الأوراسي شائع الوجود في أغلب أنواع الأحراج المنتشرة عبر موطنه، وكذلك يُمكن العثور عليه في بعض الموائل المكشوفة ذات الأشجار المُتناثرة. تُفضِّلُ هذه الطيور أن تصطاد على حواف الأحراج، غير أنَّ الأفراد المُهاجرة منها يُمكن أن تقتنص طريدها في أي موئلٍ طبيعيّ. استفادت البواشق الأوراسيَّة من الأشجار والشتلات الفتيَّة التي زُرعت بهدف تحريج المناطق البور والمُقفرة باستخدام الأساليب الحديثة، فاستوطنتها واستغلَّتها في صيد الطرائد كما بيَّنت إحدى الدراسات النرويجيَّة.

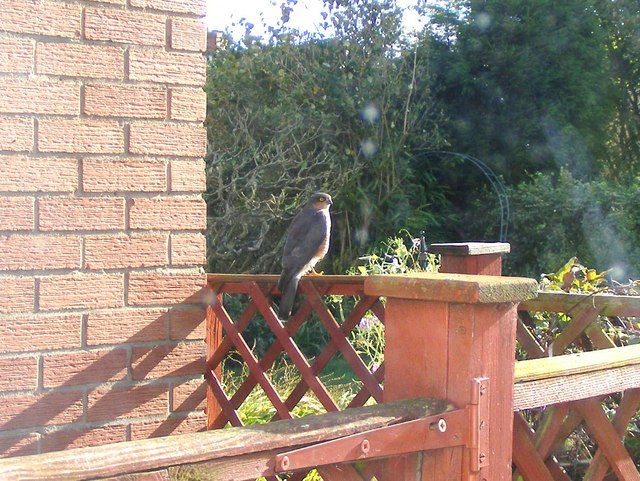
باشقٌ جاثمٌ على عارضة مصطبة.

يُمكن العثور على البواشق الأوراسيَّة في الحدائق المنزليَّة وفي المناطق الحضريَّة من شاكلة القرى والبلدات والمدن، على العكس من قريبها الأكبر حجمًا، أي الباز الشمالي، الذي يُفضّل الابتعاد عن الموائل بشريَّة الصنع، كما يُمكن العثور على بعض أزواج البواشق بين الحين والآخر وقد أفرخت في إحدى المنتزهات العموميَّة، بحال كانت كثيفة الأشجار العالية إلى حدٍ مُعيَّن.
أظهرت إحدى الدراسات من جنوب اسكتلندا أنَّ نسبة البواشق التي أُعيد أسرها بعد أن زوِّدت بحلقاتٍ لاسلكيَّة تختلف باختلاف نوعيَّة موائلها، فتلك القاطنة موائل لم تتعرض كثيرًا للضغط البشري كانت نسبة إعادة أسرها أعلى من تلك الخاصَّة بالبواشق قاطنة الموائل المُنهكة بسبب النشاطات الإنسانيَّة، مما يعني أنَّ الفراخ المولودة في النوع الأوَّل من تلك المناطق تحظى بفرص بقاء أفضل من نظيرتها في المناطق الثانية. كذلك تبيَّن أنَّ نسبة الطيور المُستردَّة تقل كلَّما زاد ارتفاع الموئل الطبيعي عن سطح البحر، وأنَّ الإناث اليافعة تنتشر على مساحاتٍ أوسع من الذكور بعد أن تكتسي بالريش تمامًا.

## الغذاء والمُفترسات

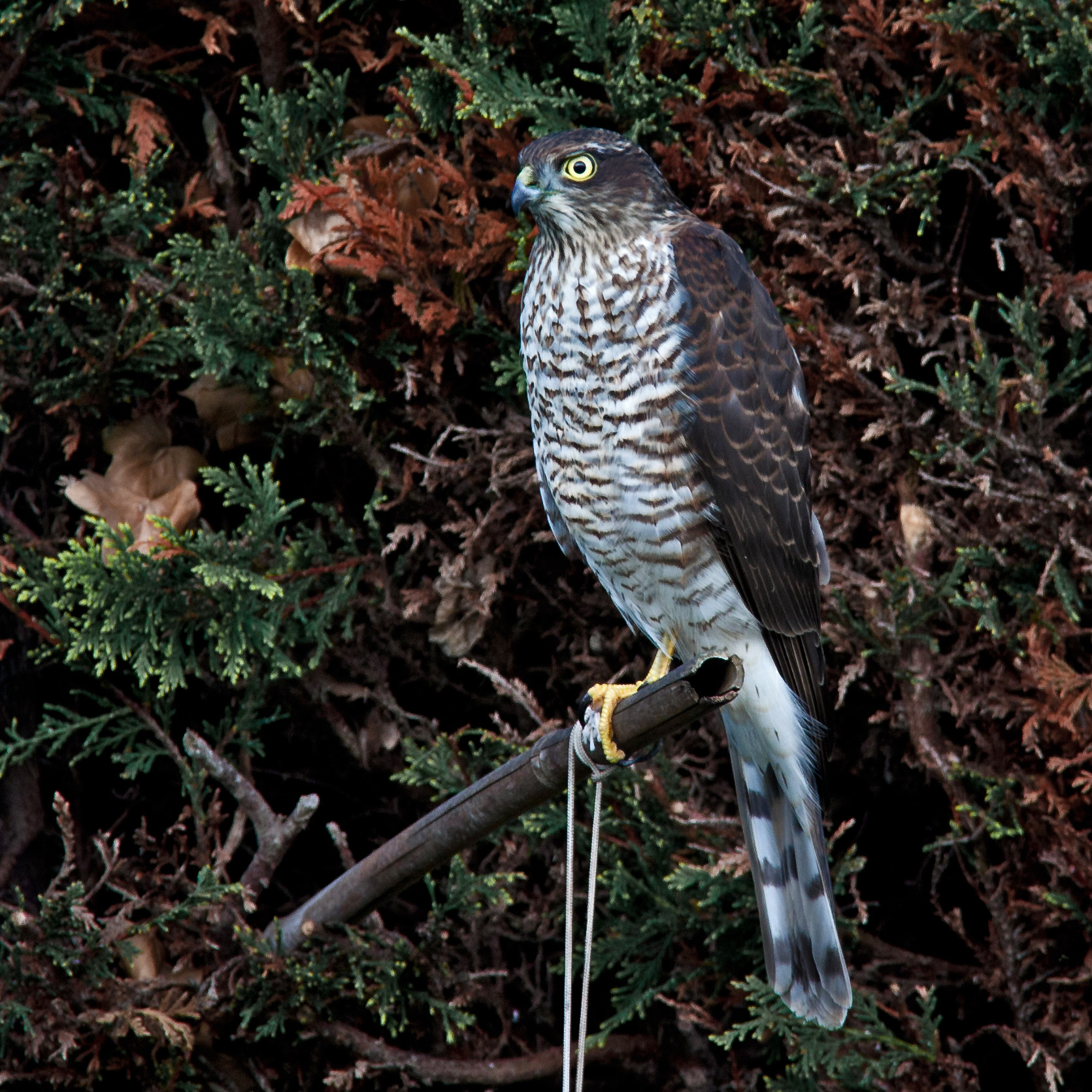
باشق أوراسي جاثم على عصا عُلَّقت فيها مُغذية طيور. تلجأ البواشق في كثير من الأحيان إلى الحدائق المنزليَّة لافتراس العصافير الصغيرة والفئران.

الباشق الأوراسي قنَّاص طيور بالدرجة الأولى، يكاد يقتصر قنصه عليها مع بعض الثدييات الصغيرة التي تُشكّلُ في العادة أقل من 3 في المئة من قوته، غير أنَّ نسبة نجاحه تبلغ 10% فقط. ومع أنَّ البواشق الأوراسيَّة تُطارد فرائسها أحيانًا في العراء، فإنَّها في غالب الأحيان تصيدُ مُتخفية وتتنقَّل بشكلٍ منهجيّ من مجثم إلى مجثم، لتنقض على فريستها في هجمة خاطفة. رشاقتها في الهواء من مستوى رفيع جدًا فهي قادرة على الالتواء والانعطاف بسرعة حول العقبات والقيام بمناورات سريعة لتُفاجئ فرائسها. وتستتر البواشق بالغطاء النباتي المُتوافر في بيئتها المُحيطة، من شاكلة الوشيع، وأحزمة الأشجار، والأيكات، وأشجار البساتين، وغيرها من أشكال الغطاء النباتي المتواجد على حواف الأحراج؛ وفي كثيرٍ من الأحيان يتوقف اختيارها لموئلها الطبيعي على وجود إحدى تلك الأغطية سالفة الذِكر. تستغلُّ البواشق أيضًا الحدائق المنزليَّة والعامَّة الموجودة في المناطق السكنيَّة، فتقع على ما فيها من طرائد. من أبرز المُناورات المُميَّزة التي يتَّبعها الباشق الأوراسي خلال الصيد هي الانقلاب رأسًا على عقب والإمساك بالطريدة من أسفل، كما يُمكن أن يُلاحق الطريدة جريًا على الأرض بين النباتات الخفيضة، أو أن ينقض عليها من علوِ شاهق ويفتك بها بضربةٍ واحدة. يصف عالم الطيور البريطاني إيان نيوتن سبعة أساليب صيد تتبعها البواشق الأوراسيَّة، وهي: الصيد من على مجثم، والانقضاض من علو، والمناورة والإمساك في الجو، والصيد الجامد، والإمساك من أسفل، والصيد باستخدام الصوت، والصيد على القائمتين.

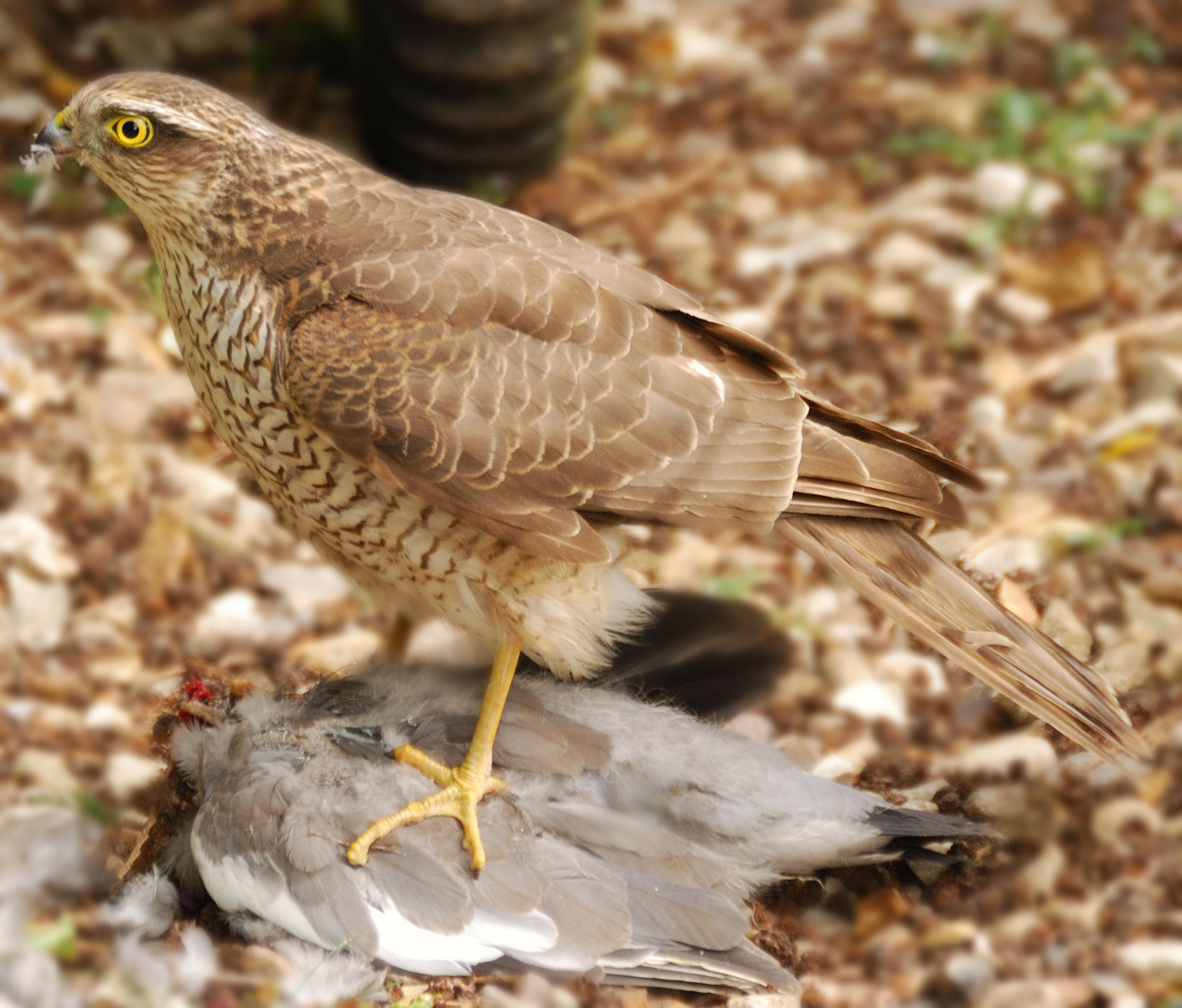
أنثى يافعة فتكت بورشان مألوفة.

تتفاوت فرائس الباشق الأوراسي في قدودها وتختلف باختلاف جنس الطائر. فالذكور تصطاد الطيور التي يصل وزنها إلى حوالي 40 غرامًا (1.4 أونصات)، وفي أحيانٍ قليلة طيور يصل وزنها إلى 120 غرامًا (4.2 أونصة)؛ أمَّا الإناث فيُمكنها مُقارعة طرائد يصل وزنها إلى حدود 500 غرام (18 أونصة) أو أكثر. يُقدَّر أنَّ ذكور البواشق تستهلك يوميَّا ما بين 40 و50 غرامًا (1.4–1.8 أونصات) من اللحم، بينما تستهلك الإناث ما بين 50 و70 غرامًا (1.8–2.5 أونصات). أظهرت الإحصاءات أنَّ زوجًا من البواشق الأوراسيَّة فَتَكَ خلال عامٍ واحد بحوالي 2,200 عصفور دوري، و600 شحرور مألوف، أو 110 ورشانات مألوفة (حمام الغِياض). كما تبيَّن أنَّ الأنواع المُقتاتة في العراء أو المناطق المكشوفة، أو تلك التي تلفت الانتباه بسبب أنماطها اللونيَّة أو سلوكها، تكون أكثر عرضةً لافتراس البواشق الأوراسيَّة. فعلى سبيل المِثال القراقف الكبيرة وعصافير الدوري المألوفة من بين أكثر الأنواع عرضةً للهجوم بسبب ألوانها المُلفتة للنظر التي لا تُساعدها على الاندماج وسط الحقول التي غالبًا ما تلجأ إليها لتقتات. يُمكن للبواشق الأوراسيَّة أن تكون السبب وراء أكثر من 50% من حالات نفوق بعض الأنواع، لكن مقدار تأثّر الفرائس يختلف من منطقة لأخرى.

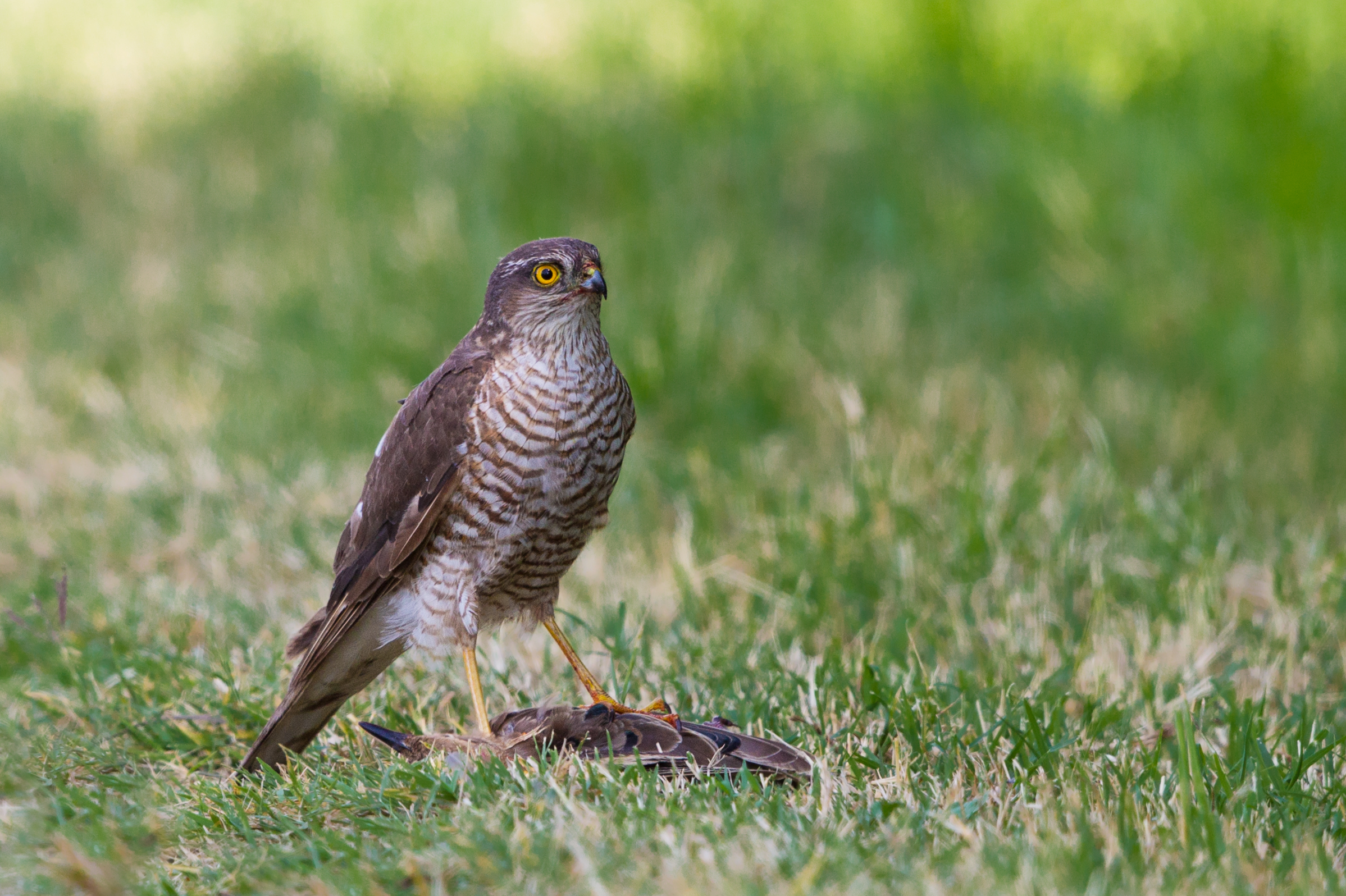
ذكرٌ يافع قابضٌ على زرزور مألوف.

تميلُ الذكور إلى صيد القراقف، والشراشير، وعصافير الدوري، والدُرسات؛ أمَّا الإناث فتصطاد السُمنات والزرازير في الغالب. بعض الطرائد الضخمة (مثل اليمام والحمام والعقعق) قد لا تموت فورًا بفعل الصدمة، بل تصمد لفترة بعد أن تُمسكها الأنثى، ولا تنفق إلّا عند نتف ريشها أو حتى عند تمزيق لحمها. سجَّل العلماء افتراس البواشق لحوالي 120 نوع من الطيور، وظهر أنَّ عدد من الأفراد تتخصص في افتراس نوع معيَّن دون غيره من الطيور، أو على الأقل بنسبةٍ أعلى من غيره. أغلبُ الطيور المُصادة تكون من البوالغ أو الفراخ حديثة التريُّش، وفي أحيانٍ قليلة يُمكن للبواشق أن تفتك بالفراخ القابعة في الأعشاش وأن تقتات على الجيفة. تقتات البواشق أيضًا على الثدييات الصغيرة بما فيها الخفافيش، وكذلك الحشرات، لكن في حالاتٍ نادرة جدًا.
تُقتلُ الطُيورُ الصغيرة على الفور بفعل الصدمة، أو بعد أن تعتصرها ساق الباشق، وبالأخص مخلبيه الطويلين. ويلجأ الباشق إلى «عجن» الطريدة المُقاومة صعبة الإرضاخ، فيعتصرها ويطعنها بمخالبه مرارًا وتكرارًا. أمَّا الطيور الأكبر حجمًا التي تتخبَّط وتنقر وتضرب بجناحيها، فإنَّ الباشق يلجأ لساقيه الطولتين للابتعاد عنها ويُثبتها ثمَّ ينتف ريشها ويُمزّق لحمها ولو ما زالت حيَّة، إلى أن تستسلم وتنفق. بعد نتف الريش عادةً يقتات الباشق على عضلات الصدر أولًا، ويستهلك جميع الأنسجة الحيويَّة في الضحيَّة، أمَّا العظام فلا يقربها إلَّا في أحيانٍ قليلة إن تمكن من كسر تلك النحيلة منها بواسطة ثلمة منقاره. تتقيَّأ البواشق الأوراسيَّة، كغيرها من الجوارح، كُرياتٍ صغيرة من المواد العضويَّة اللامهضومة العائدة لطريدتها. ويتراوح طول هذه الكُريات بين 25 إلى 35 مليمترًا (1.0–1.4 إنشات)، وعرضها بين 10 و18 مليمترًا (0.4–0.7 إنشات)، وهي مُستديرة عند إحدى الأطراف وضيِّقة مُستدقة عند الطرف الآخر. تتكون هذه الكُريات في العادة من الريشات الصغيرة وبعض العظام، نظرًا لأنَّ الريشات الكبيرة تُنتف بأغلبها ولا تؤكل، وكذلك فإنَّ أغلب العظام يتم تجاهلها.
يُمكنُ للفرد من هذه الطيور أن يُحلِّق لمسافةٍ تتراوح بين 2 و3 كيلومترات (1.2–1.9 أميال) في اليوم الواحد، عندما يخرج طلبًا للصيد. غالبًا ما يكون الغرض من وراء ارتفاع الطائر فوق مستوى الأشجار هو الاستعراض فحسب، أو لمُراقبة حوزه من علوّ، أو للقيام برحلةٍ طويلة. أظهرت إحدى الدراسات من منطقةٍ مُشجَّرة في النرويج أنَّ متوسّط مساحة حوز الفرد من هذه الطيور يصل إلى 9.2 كلم2 (3.5 أميال2) بالنسبة للذكور، و12.3 كلم2 (4.7 أميال2) بالنسبة للإناث، وجاءت هذه الأرقام متفوقةً على الأرقام التي أظهرتها دراساتٌ مُماثلة في بريطانيا، «ولعلَّ ذلك مردّه هو إنتاجيَّة الأرض الأقل وما يلحقها من كثافةٍ أخف في جمهرة الطرائد وأنواعها في [منطقة الدراسة النرويجيَّة]».

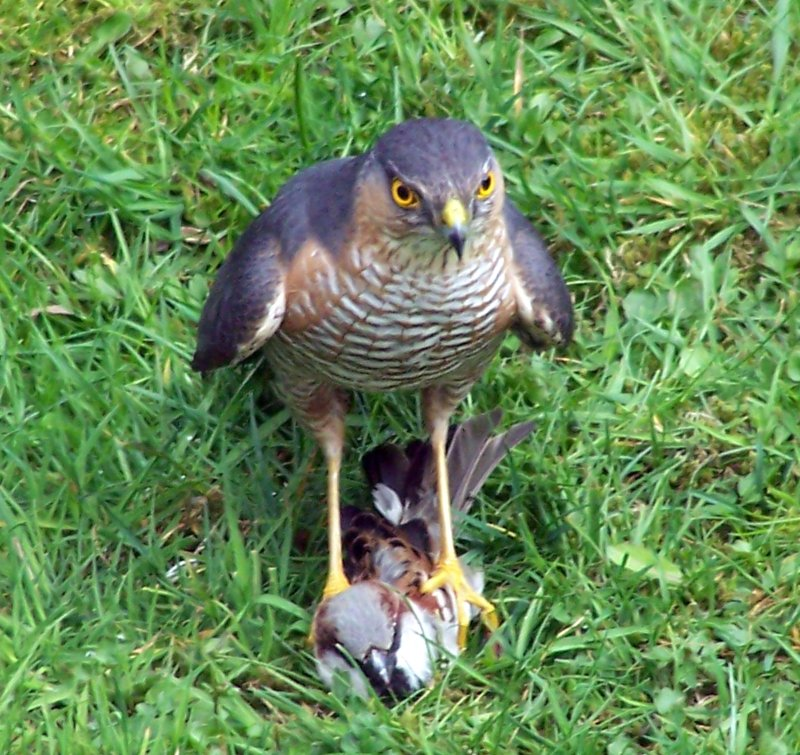
ذكرٌ يُمسك بعصفور دوري.

نظرت دراسة في أوضاع جمهرة من القراقف الزرقاء قاطنة إحدى المناطق التي استوطنها زوجٌ من البواشق الأوراسيَّة وأفرخ فيها بدايةً من عام 1990م، فتبيَّن أنَّ معدَّل نجاة وبقاء القراقف البالغة انخفض منذ ذلك الحين من 0.485 إلى 0.376 (بالمُقابل لم تتأثر الجمهرات المُجاورة). غير أنَّ حجم الجمهرة المُالبواشق لم تنتقَِّر وبقي على حاله، لكن عدد الأفرد اللامُفرخة ضمنها تناقص بشكلٍ واضح. تُعدُّ البواشق الأوراسيَّة مسؤولة عن نفوق ثُلث القراقف الكبيرة اليافعة في الأحراج. تُصدرُ القراقف سالفة الذِكر شكلين من نداءات الإنذار، أوَّلها يُستخدم عند مُلاحقة المُفترس وإزعاجه لإرغامه على الفرار، والثاني عند الهرب من باشق أو باز قريب، وكِلا الندائين يقع ضمن النطاق السَمَعي لكلٍّ من المُفترس والفريسة على حدٍ سواء؛ غير أنَّ النداء عالي الحدَّة الذي تُصدره عندما تضبط باشقًا يُحلِّق من على بُعد، فلا يستطيع سماعه بوضوح سوى القراقف الأخرى. أظهرت أبحاثٌ جرت في ساسكس بإنگلترا، أنَّ افتراس البواشق للحجلان الرماديَّة ظهر تأثيره على أعدادها عندما كانت كثافتها في أدنى مستوياتها أصلًا. كما بيَّنت دراسة أخرى في اسكتلندا استمرَّت 10 سنوات، أنَّ البواشق لم تنتقي الطيطوي أحمر الساقين نظرًا لحجمه المُماثل أو استنادًا إلى حالة بعض الأفراد الجسديَّة، بل ربَّما لأنَّ أسلوب الصيد المُفاجئ كان ينفع معها أكثر من غيرها من الأنواع.
بيَّنت دراسة أخرى أنَّ خطر الافتراس من قِبل باز شمالي أو باشق أوراسي بالنسبة لأي طائر صغير يزداد بحوالي 25 ضعفًا إن كانت الطريدة مُصابة بطفيليَّة مستوطن البيض (Leucocytozoon) الدمويَّة، وأنَّ العصافير المُصابة بملاريا الطيور تزداد احتماليَّة قتلها بست عشرة مرَّة.
تقع البواشق الأوراسيَّة ضحيَّة طائفةٍ واسعة من الضواري الأكبر حجمًا والأكثر قوَّةً، من شاكلة: الهامة (بومة الحظائر أو البومة المصاصة)، والبومة السمراء، والباز الشمالي، والشاهين، والعقاب الذهبيَّة، والبوهة الأوراسيَّة (البعفة أو البومة العُقابيَّة)، والثعالب، وخزّ الصخور، وخزّ الصنوبر.

## التفريخ

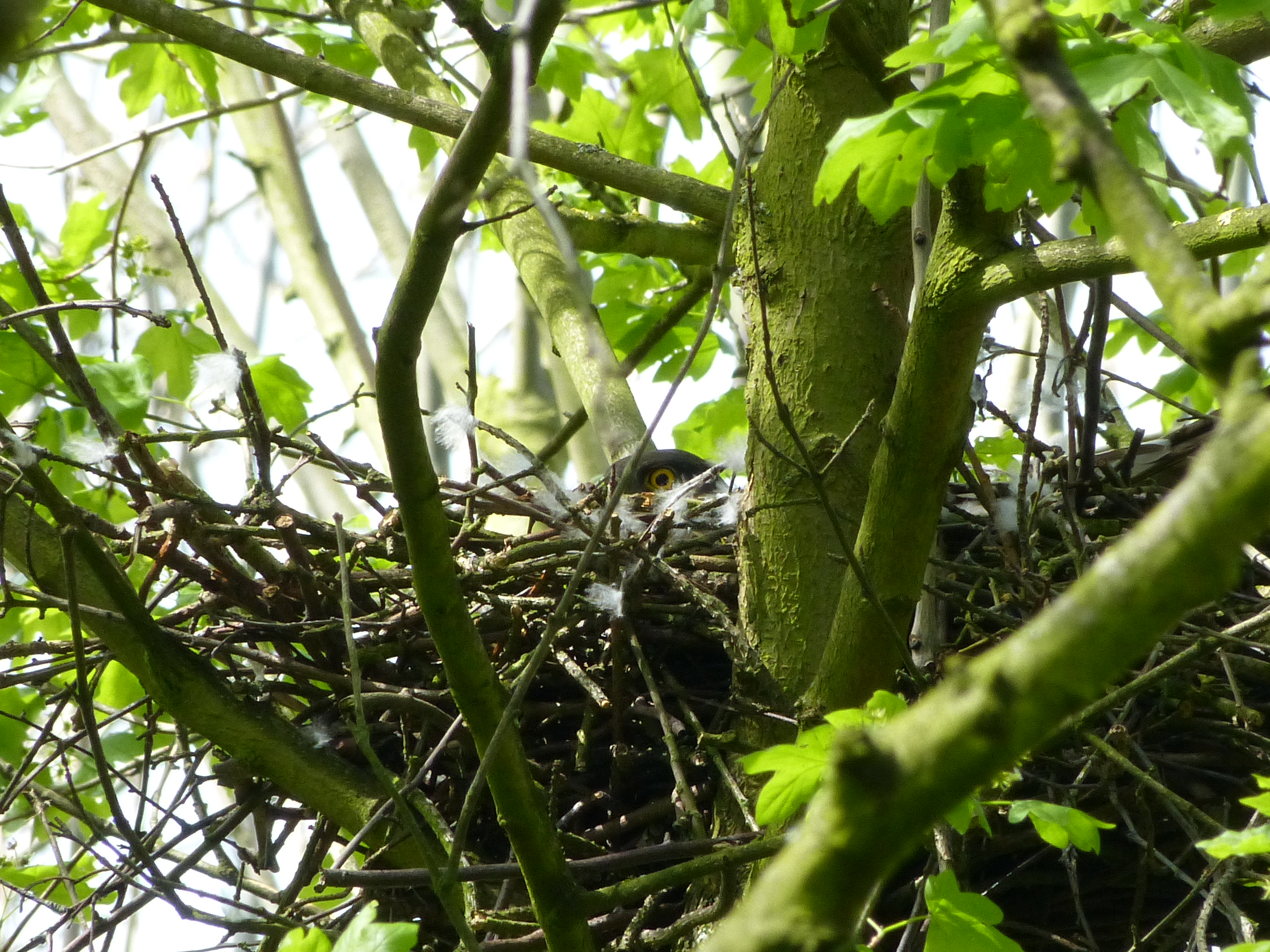
عش زوجٍ من البواشق، ويظهر طرف رأس أحد الأبوين.

تُفرخُ البواشق الأوراسيَّة في الأحراج النامية الممتدَّة، وأيضًا في الغابات الصنوبريَّة أو المُختلطة، وتُفضِّلُ الغابات معتدلة الكثافة عَوَض الغابات الكثيفة أو خفيفة الغطاء النباتي، وذلك حتى تتمكن من التحليق بحريَّة والمُناورة والاختباء في الوقت نفسه. يبني الأليفان عشهما على إحدى فروع الأشجار العريضة، على مقربة من الجذع في الغالب، أو حيث يخرج أصل غصنين أو ثلاثة، أو على غصنٍ أفقي في الظلَّة المنخفضة، أو على مقربة من رأس جَنَبَة طويلة. تبقى الأشجار الصنوبريَّة المُفضَّلة عند هذه الطيور لتبني عليها أعشاشها بحال توافرت. يُنشأ الزوجان عُشًا جديدًا في كل عام على مقربة من العثش القديم في الغالب، أوعلى أنقاض إحدى أعشاش الورشان المهجورة (تستعمل النُويعة الداكنة A. n. melaschistos زيغان الغاب في أكثر الأحيان). يتولّى الذكر أغلب أعمال البناء، فيهرع الحرج ذهابًا وإيابًا ليأتي بغُصينات يصل طول الواحدة منها إلى 60 سنتيمتر (2.0 قدم) ويضعها فوق بعضها ويُرتبها، حتى إذا اكتمل العش بلغ معدَّل قطره 60 سنتيمترًا (24 إنشًا). وعندما تضع الأنثى بيضها، يُبَطَّن العش بغصيناتٍ رفيعة أو بقطع لحاءٍ صغيرة.
خلال موسم التفريخ، يفقدُ الذكر بعضًا من وزنه كونه يقضي أغلب الوقت يصطاد لإطعام أليفته لتتغذى وتزداد قوتها قبل أن تضع بيضها، كذلك فإنَّه يفقد القليل من وزنه مُجددًا بعد أن تفقس الفراخ ويزداد حجمها وتتطلَّب المزيد من الطعام. يبلغ وزن الأنثى ذروته خلال شهر مايو، أي عندما تضع بيضها، وينحدر إلى أدنى مستوياته في شهر أغسطس بعد أن تكون دورة التفريخ قد اكتملت. اقترحت إحدى الدراسات أنَّ عدد البيوض ونسبة نجاح التفريخ رهنٌ بوزن الأنثى، فكلَّما حافظت على وزنها مُرتفعًا كلَّما ارتفعت حظوظ الشريكان في وضع بيضٍ سليم، وكلَّما ازدادت مقدرتهما على تربية الحضنة كاملةً إلى مرحلة التريّش.
تصل الطيور مرحلة النضج الجنسي ما بين عامها الأوَّل والثالث. يُهيمن الزوج من البواشق على حوزٍ لموسم تفريخٍ واحد فقط أغلب الأحيان، غير أنَّ بعض الأزواج يستمر مُهيمنًا على حوزه لفترة تصل إلى ثماني سنوات. وبحال ارتبط الطائر بشريكٍ آخر بعد نفوق شريكه الأساسي أو اختفائه لسببٍ من الأسباب، فإنَّ ذلك يستتبعه تغيير الحوز أيضًا. تميل الطيور البالغة إلى البقاء في ذات الحوز؛ إلَّا أنها بحال فشلت في إنتاج حضنة فإنَّ احتمال انتقالها إلى حوزٍ آخر يزداد. كان مستوى نجاح الطيور التي احتفظت بحوزها في التفريخ أعلى من مستوى تلك التي هجرته، مع العلم أنَّ نسبة النجاح بقيت ثابتة لا تتغيَّر تقريبًا من سنة لأخرى؛ كما ظهر أنَّ الإناث التي هجرت حوزها لم تنجح في التفريخ إلَّا بعد عامٍ من استقرارها في الحوز الجديد.

### البيوض

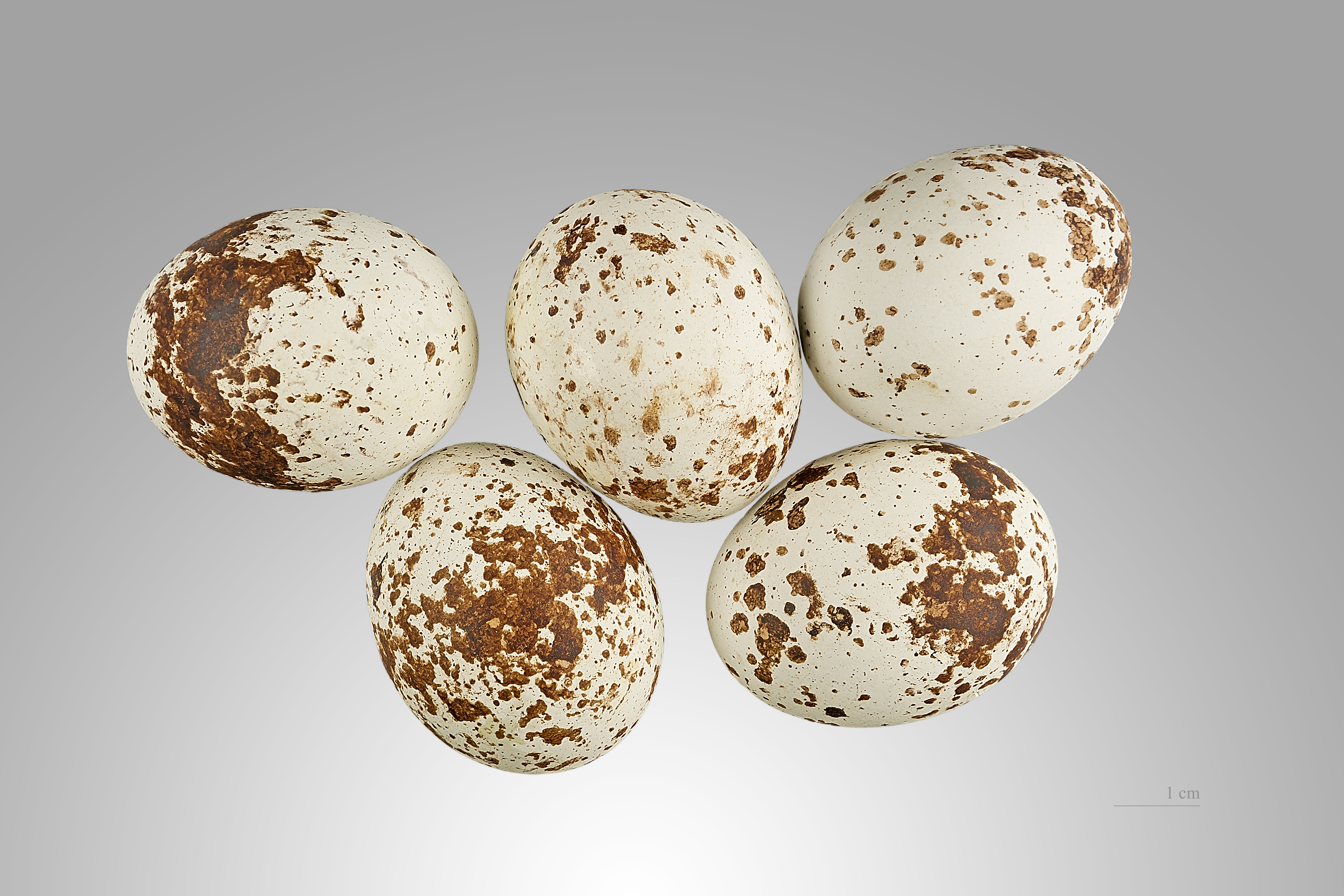
حفنة من بيوض الباشق الأوراسي.

تضع الأنثى حضنةً يتراوح عدد البيض فيها بين 4 و5 بيضات في فواصل من يومين أو أكثر، وغالبًا ما توضع الحضنة خلال الصباح، وبحال فًقدت البيوض أو انكسرت، تضع الأنثى بيضتان أخريتان، لكنها تكون أصغر حجمًا من البيوض التي وُضعت سابقًا. تتخذُ البيوض لونًا أزرقًا باهتًا، وهي مُرقطة برُقطٍ بُنيَّة، ويصل حجم الواحدة منها إلى 35–46 × 28–35 مليمتر (1.4–1.8 × 1.1–1.4 إنشات)، وتزن حوالي 22.5 غرامات (0.8 أونصات)، وتُشكِّلُ القشرة ما نسبته 8% من إجمالي البيضة الصحيحة.

### الفراخ

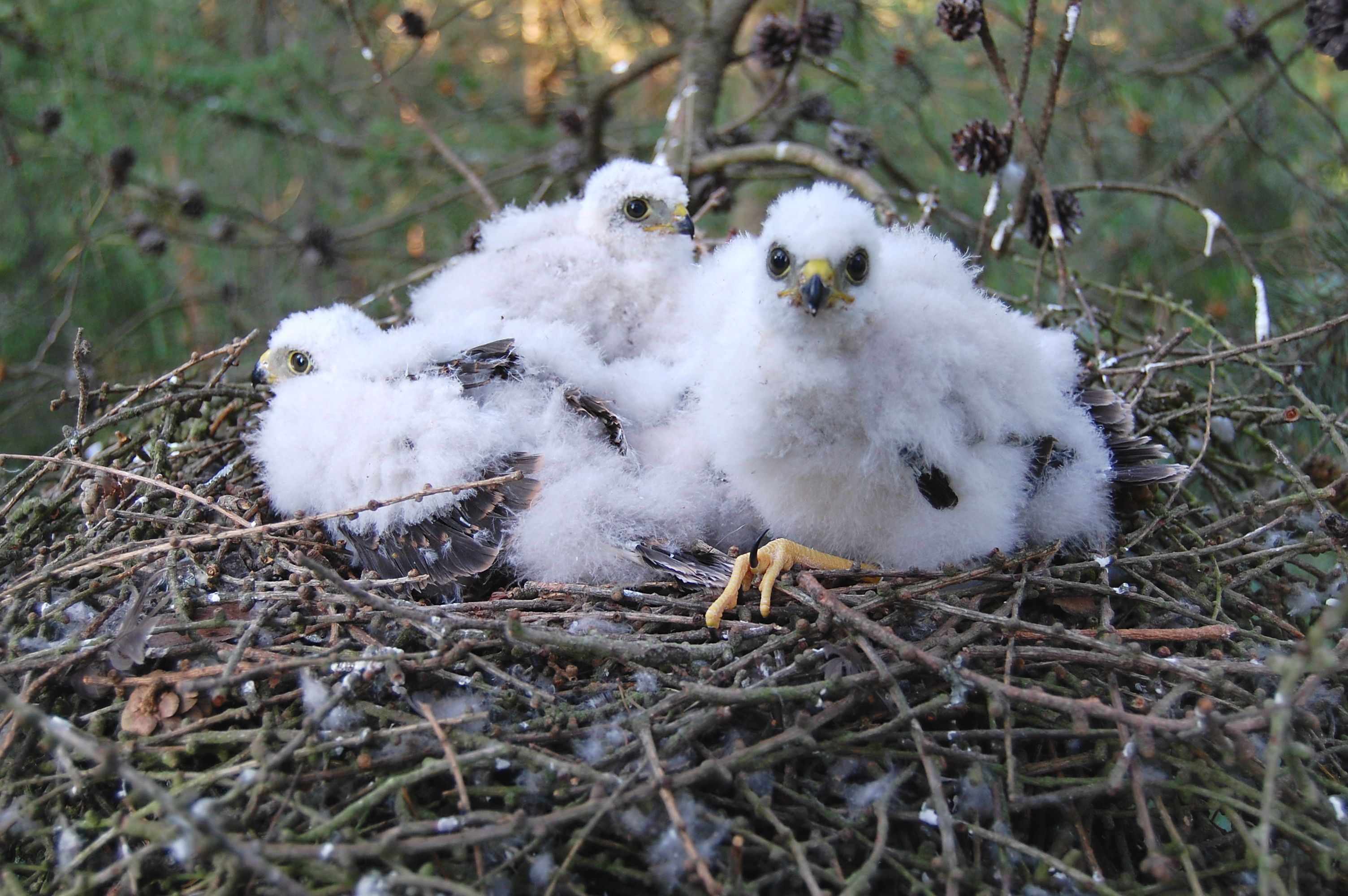
ثلاثة فراخ صغيرة مكسوَّة بالزغب.

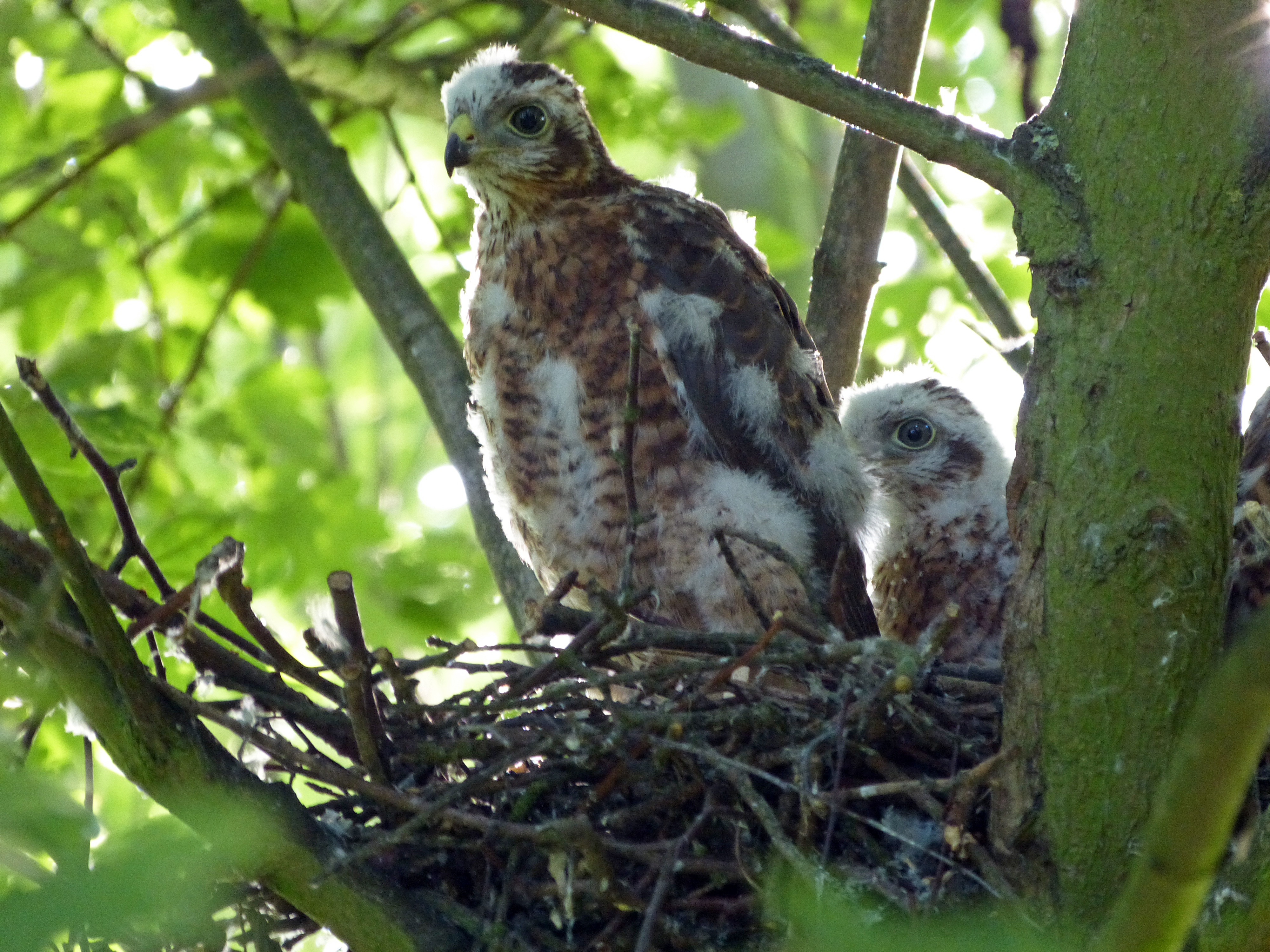
فراخ باشقٍ أوراسيّ في إحدى البساتين بالمملكة المُتحدة، تظهر عليها علامات الاكتساء بالريش لأوَّل مرَّة في حياتها.

تفقس الفراخ بعد 33 يومًا من الرخم، وتكون مكسوَّة بالزغب وعاجزة كليًا عن إعالة نفسها. تتعهَّد الأنثى فراخها بالحضانة طيلة أيَّامها الثمانية الأولى، أو طيلة الفترة الممتدة حتى يومها الرابع عشر تقريبًا، وكذلك خلال الأيَّام التي يسوء فيها الطقس بعد ذلك، فتُطعمها وتؤمن لها الدفء والظل. يتولَّى الذكر مُهمَّة تأمين الطعام لعائلته، فيقوم برحلات صيدٍ طيلة النهار ويقوم بما يصل مُعدَّله إلى ست عمليَّات صيد خلال اليوم الواحد طيلة الأسبوع الأوَّل من فقس الفراخ، قبل أن يزداد العدد ليصل إلى 8 عمليَّات خلال اليوم بحلول الأسبوع الثالث من عُمر الفراخ، ومن ثمَّ 10 عمليَّات في اليوم خلال الأسبوع الأخير للصغار في العُش، وبحلول هذا الوقت تكون الأنثى قد أخذت تُشاركه وتُعاونه في الصيد.
بعد حوالي 24 إلى 28 يومًا من الفقس، تبدأ الفراخ بالخروج من العش والجثوم على الأغصان المُجاورة، قبل أن تُحلّق للمرَّة الأولى. يستمر الوالدان بإطعام فراخهما طيلة ما بين 28 و30 يوم، وتبقى الصغار على مقربةٍ من عُشِّها الأبوي ريثما تتعلَّم وتُتقن الطيران. تُغادرُ الفراخ نهائيًا بعد أن يتوقف والداها عن إطعامها. تنضجُ ذكور الفراخ بسرعةٍ أكبر من الإناث، مع العلم أنها تتلقى نفس كميَّة الطعام، ويبدو أنها تكون على استعداد لمغادرة العش في وقتٍ أبكر من أخواتها. أظهرت دراسةٌ أُجريت في غابة آي باسكتلندا، أنَّ حوالي 21% من الفراخ التي يفوق عمرها اليومان تقضي نحبها لأسباب عديدة من أبرزها: قلَّة التغذية، والرطوبة، والافتراس، وهجر أبويها لها. يُمكن للوالد المُصاب بطُفيليَّة مستوطن البيض التوديَّة (Leucocytozoon toddi) أن ينقلها إلى إحدى فراخه في العش، ويُحتمل أنَّ ذلك يحصل بسبب تشاطر عدَّة أفراد عشٌ واحدٌ صغير، مما يُسهّل نقل العدوى ويفتح لها مجالًا.

## العلاقة مع البشر

### المُلوِّثات

التركيبة الكيميائيَّة لمُركَّب DDT فائق السُميَّة للطيور. كان هذا المُركَّب وما اشتُقَّ منه سبب تراجع أعداد الكثير من الجوارح خلال منتصف القرن العشرين.

تقهقرت جمهرة الباشق الشمالي في أوروبا خلال النصف الثاني من القرن العشرين. وقد تزامن ذلك التقهقر مع بدء استخدام مُبيدات الحشرات ذات التركيبة الكلوروحلقيَّة السداسيَّة (Hexachlorocyclopentadiene)، مثل: الآلدرین، والديلدرین، وسباعي الكلور، في سبيل مُعالجة البذور، وذلك انطلاقًا من عام 1956م. تراكمت تلك المواد الكيميائيَّة في أجساد الطيور الصغيرة آكلة البذور ومن ثمَّ انتقلت إلى الجوارح التي تقتنصها، وكان لها تأثيرين أساسيين على البواشق الأوراسيَّة والشواهين بالأخص، فأخذت الإناث تضع بيضًا هش القشرة سُرعان ما ينكسر عند الرخم؛ كذلك فإنَّ الأفراد الأضعف كانت تنفق بعد أن لا تقدر أجسادها على تحمّل السميَّة المُتراكمة شيئًا فشيئًا. أيضًا كان لهذه المواد تأثيرات أخرى شبه قاتلة، فكانت الطيور المُصابة تُعاني من التهيجية (التهيج المُفرط)، ومن التشنجات، ومن التوهان (عدم الاتزان وعدم المقدرة على تحديد الاتجاه). أظهرت الأبحاث أنَّ حوالي 80% من الأزواج المُفرخة في غابات ألمانيا الغربيَّة أنتجت حضنات عديدة قبل عقد الخمسينيَّات من القرن العشرين، ثمَّ انخفضت النسبة إلى 54% خلال عقديّ الستينيَّات والسبعينيَّات.
في المملكة المُتحدة على سبيل المِثال، كاد النوع أن ينقرض فعلًا في شرق أنجليا، حيث كان استعمال تلك الكيماويَّات شائع أشدّ الشيوع؛ أمَّا في الأجزاء الشماليَّة والغربيَّة من البلاد، حيثُ لم يستخدم المزارعون المُبيدات الحشريَّة، لم يُسجَّل أي تراجع في أعداد البواشق. وقد بلغ من شدَّة تراجع الأعداد أن أقدمت الجمعيَّة الملكيَّة لحماية الطيور (بالإنگليزيَّة: Royal Society for the Protection of Birds؛ واختصارًا: RSPB) على شراء أراضي وادي كومبس في ستافوردشير وإعلانه محميَّة خاصَّة، نظرًا لأنها كانت المنطقة الوحيدة الباقية في أواسط إنگلترا التي تُفرخ فيها تلك الطيور.
حُظر استخدام مُبيدات الحشرات ذات التركيبة الكلوروحلقيَّة السداسيَّة كمُعالجة لبذور الحبوب الخريفيَّة في المملكة المُتحدة في عام 1975م، فأخذت مستويات الكيماويَّات الموجودة في أجساد الطيور تخف شيئًا فشيئًا. عادت الجمهرة حاليًا إلى وضعها السابق على المحنة، وازدادت أعدادها وتكاثرت أفرادها لتُعيد استيطان أغلب المناطق التي فرغت منها، مثل أوروبا الشماليَّة. ففي السويد على سبيل المِثال، تراجعت الأعداد تراجعًا حادًا خلال الخمسينيَّات كما حصل في بريطانيا، ثمَّ قفزت قفزةً مهولة إلى الأمام بعد أن حُظرت المُبيدات خلال السبعينيَّات.
تراجعت نسبة الفشل على مُستوى الحضنات عند البواشق الأوراسيَّة في المملكة المُتحدة من 17% إلى 6% بحلول سنة 2000م، واستقرَّت الجمهرة بعد أن بلغت ذروة أعدادها خلال عقد التسعينيَّات. أشارت دراسة أجريت على بيوض البواشق الأوراسيَّة في هولندا، أنَّ بعض الأفراد استمرَّت تتلوَّث أجسادها بمُركَّب ثُنائي كلورو ثُنائي الفينيل ثُنائي الكلوروإثيلين (Dichlorodiphenyldichloroethylene أو DDE اختصارًا) حتى الثمانينيَّات، والمُركِّب سالف الذِكر يظهر إلى حيِّز الوجود عندما يتحلل مُركَّب ثنائي كلورو ثنائي فينيل ثلاثي كلورو الإيثان؛ وقد أثارت تلك النتيجة استغراب العلماء نظرًا لأنَّ الدلائل كلها كانت تُشير إلى تراجع نسبة البيوض الهشَّة منذ السبعينيَّات بعد تراجع نسبة السموم في بيئة الطيور الطبيعيَّة.

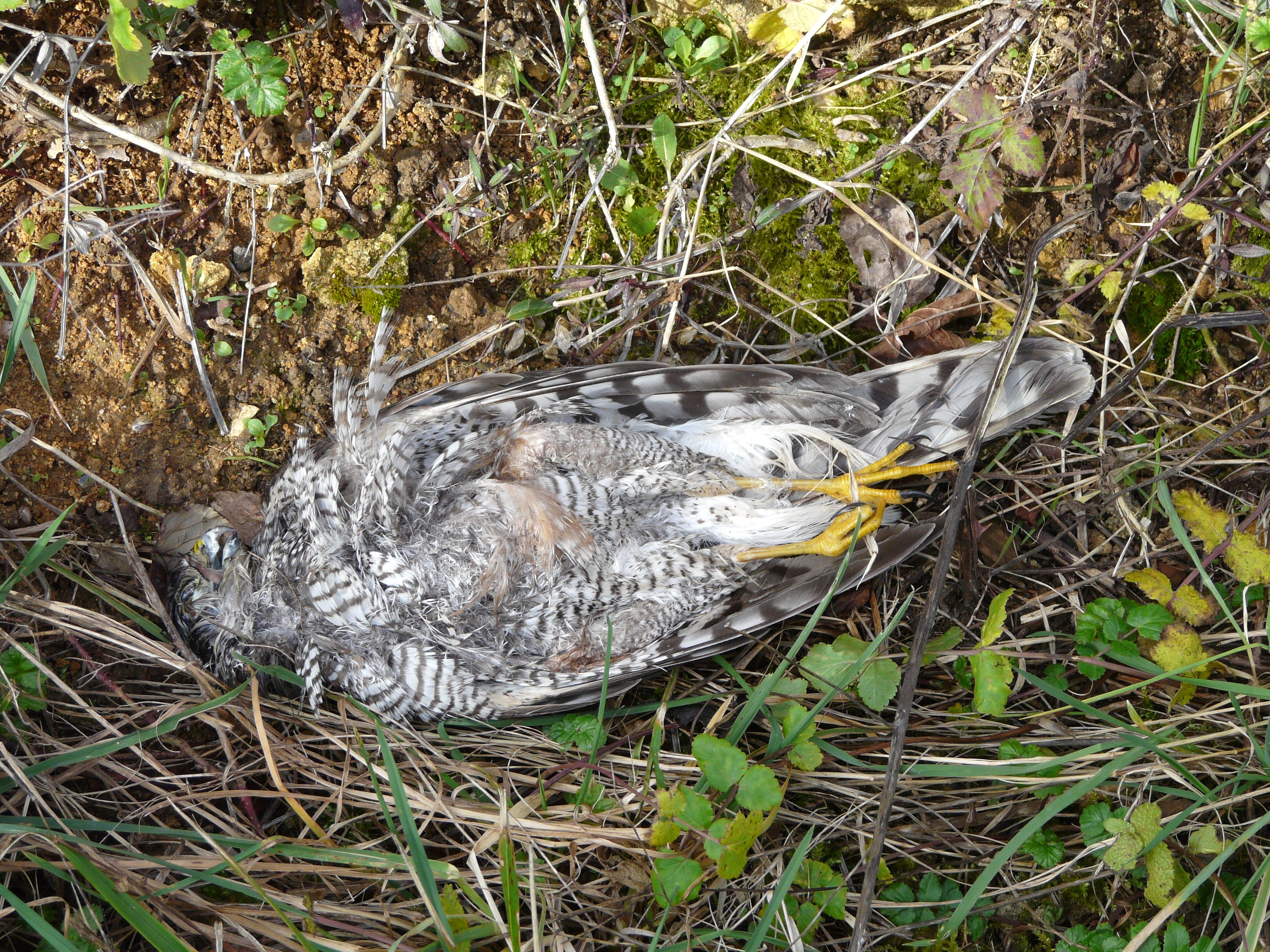
باشقٌ أوراسي نافق.

لا تزال اللجنة المشتركة لحماية الطبيعة التابعة للحكومة البريطانيَّة تُجري تحليلاتٍ مِخبريَّة على عيِّناتٍ من الأنسجة الحيويَّة لبعض البواشق كجزءٌ من خطة رصد الطيور المٌفترسة التي أطلقتها الحكومة لمُراقبة أعداد وأحوال جمهرات الجوارح البلديَّة. وقد أظهرت عدَّة فحوصات أنَّ هناك نسبة مُركَّزة من مُركَّب ثنائي الفينيل متعدد الكلور في أكباد عدد من الطيور، وتبيَّن أنَّ معدَّلها الوسطي عند البواشق النافقة سنة 2005م كان أدنى من ذاك الخاص بالبواشق النافقة سنة 2004م، لكن على الرغم من ذلك فإنَّ ترسُبات تلك المواد لم تُظهر تراجعًا خلال الفترة المُمتدة بين عاميّ 2000 و2005م.

### الإضرار بالمصالح البشريَّة
أدَّت عادة البواشق في افتراس الطيور إلى وقوع نزاعاتٍ بينها وبين البشر عبر التاريخ، ففي القرن التاسع عشر وصفها أحدهم بأنها: «عدوٌّ كبيرٌ لِرُباعيَّات القوائم الصغيرة والطيور، وكثيرًا ما يكون تأثيرها مدمِّرًا على الفراخ حديثة الفقس السارحة في باحات زرائب الدواجن خلال موسم التفريخ». وأنها شديدة الإضرار بالحجلان. كتب ت. ب. جونسون عام 1851م خطابًا إلى حرَّاس الطرائد في غابات وأحراج بريطانيا، وقال فيه: «لا بد أن نسعى بجديَّة وراء أعشاش هذه الطيور... وندمّرها، ونُطلقُ النار على الأبوين أولًا لو سنحت لنا الفُرصة».

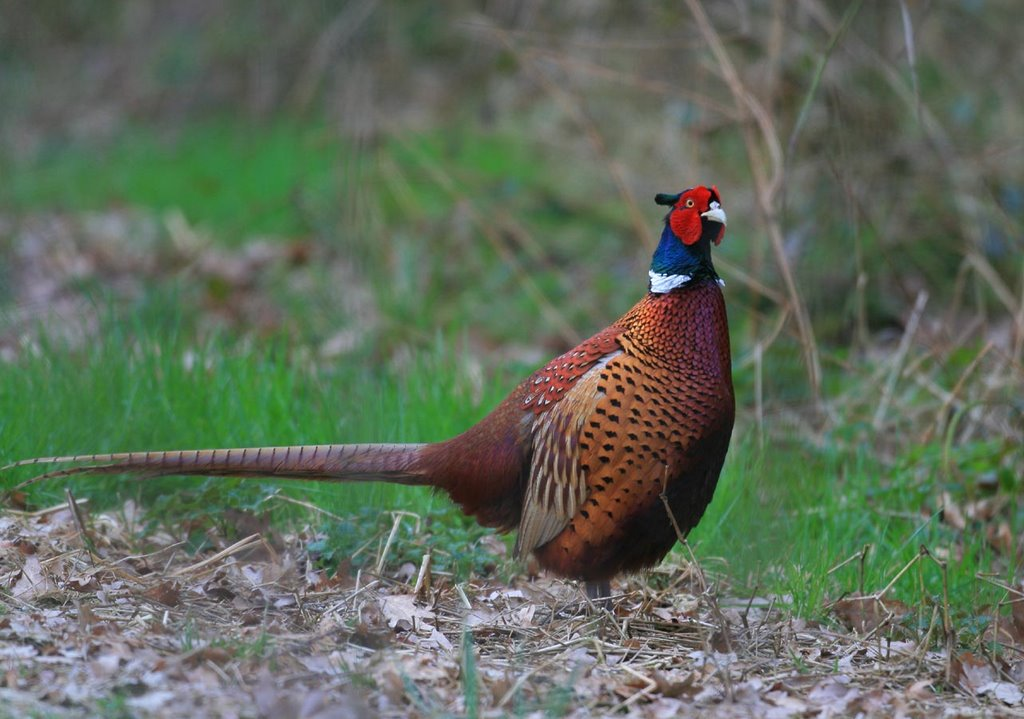
أدَّت عادة الباشق الأوراسي في الاقتيات على طيور الطرائد مثل هذا التدرّج المألوف، إلى اضطهاده من قِبل مُربي الطرائد وهواة الصيد.

كُتِبَ تقريرٌ في عام 1870م جاء فيه: «لعلَّ الباشق الأوراسيّ يُشكِّلُ أسوأ أعداء مُربي الطرائد؛ مع العلم أنه لو أُخذت بعين الاعتبار الحسنات التي يولِّدها وجوده، ووُضعت مع سيئاته في ميزان لرجحت كفَّة حسناته. فهذا الطائر يفتك بالكثير من حمائم الورشان، وهي طريدته المُفضَّلة، وقد استفحلت أعدادها مؤخرًا بحيث أصبحت تُشكلُ تهديدًا خطيرًا للمحاصيل الزراعيَّة». تُظهرُ السجلَّات والوثائق المحفوظة في كنيسة رعيَّة ألدسوورث في بيركشير بجنوب إنگلترا، العائدة للقرن الثامن عشر، أنَّ البعض وضع جائزةً على رؤوس البواشق الأوراسيَّة، وأنَّ 106 رؤوس منها قد سُلِّمت وقبض صائدوها المبلغ، وذلك في نفس الوقت حينما كانت المجهودات مُكثَّفة لإيجاد حل لمشكلة ازدياد أعداد عصافير الدوري.
عانى النوع ككل من أشد أنواع الاضطهاد في أوروبا خلال القرن الثامن عشر، وذلك على أيدي الإقطاعيين وحرَّاس الطرائد بالأخص، لكنه صمد رغم كل المحاولات التي جرت لإبادته. فعلى سبيل المِثال قُتل 1,645 باشقًا في إقطاعيَّة ساندرينگهام بنورفولك، خلال الفترة الممتدَّة بين عاميّ 1938 و1950م، منها 1,115 طائر قُتل ما بين عاميّ 1919 و1926م في منطقتيّ لانگويل وساندسايد في كيثنيس باسكتلندا.
قفزت الجمهرة وعادت إلى سابق عهدها بسرعة كبيرة بعد أن توقف الصيد المُكثَّف، واستطاعت الطيور إعادة بناء أعدادها بفضل الأفراد الكثيرة اللامُفرخة التي حلَّت محل الأفراد المُفرخة التي شغلت أحوازها في الغابات والأحراج بنفوقها، كما كان لإكثار طيور الطرائد في المناطق التي خلت منها البواشق لفترة أثرٌ في سرعة استيطانها مرَّة أخرى؛ كذلك لا يخفى ما كان لإبادة البيزان الشماليَّة وخزّ الصنوبر، وهي مُفترسات البواشق الطبيعيَّة، من أثر في ارتفاع أعدادها بسرعة. أظهرت البواشق تعافيًا ملحوظًا خلال الفترات التي خفَّ فيها الضغط عنها بدرجةٍ كبيرة، كما في عهديّ الحربين العالميتين.
في المملكة المُتحدة، كان تأثير الضواري على جمهرة الطيور يُشكِّلُ مسألةً خِلافيَّة على الدوام، حيث كان الخلاف قائمًا «بين دعاة الحِفاظ على البيئة ومُحبي الصيد». كان تراجع أعداد بعض أنواع الطيور الغرِّيدة خلال الستينيَّات مُرتبط ارتباطٌ وثيق باستخدام المُزارعين بضعة أنواع من مُبيدات الآفات فائقة السُميَّة، وبازدياد أعداد البواشق الأوراسيَّة والعقاعق الأوروبيَّة. وعندما تراجعت جمهرة البواشق بفعل استخدام المُركبات الكلوريَّة العضويَّة، لم يحصل أي ازديادٍ ملموس في أعداد الطيور الغرِّيدة. أجرى بعض العلماء دراسة على 13 نوع من العصفوريَّات تقطن حرجًا سنديانيًا تبلغ مساحته 16 هكتارًا (40 فدَّانًا)، عبر الفترة الممتدَّة من عام 1949 حتى عام 1979م، وذلك في مشاع قرية بوكهام في مقاطعة سري بإنگلترا، فتبيَّن أنَّ أيًا من تلك الأنواع لم يكن غزير الأعداد خلال الفترة التي عرفت غياب البواشق عن الغابة.
فشلت الكثير من الدراسات، وأغلبها قصيرة الأمد، في تحديد أثر ضار للجوارح بما فيها البواشق، على جمهرة الطيور الغرِّيدة. كما أنَّ تحليلات مُعطيات جهاز إحصاء الطيور البريطانيَّة الشائعة، التي برزت إلى حيّز الوجود بعد فترةٍ طويلة من الدراسة أظهرت أنَّ لا علاقة بين تراجع أعداد الطيور الغرِّيدة قاطنة الأراضي الزراعيَّة وارتفاع عدد البواشق والعقاعق في موائلها منذ ستينيَّات القرن العشرين. وأشارت المُعطيات أيضًا إلى أنَّ نسبة الافتراس التي تعرَّضت لها الطيور الصغيرة في كلِّ عامٍ على حِدى منذ ذلك الحين هي نفسها في المواقع الأخرى سواء أكانت تستوطنها مُفترسات أم لا. كشفت دراسةٌ أخرى تناولت تأثير الضواري – بما فيها البواشق الأوراسيَّة والسناجب الرماديَّة الشرقيَّة الدخيلة، على جمهرة العصفوريَّات البريطانيَّة بعض المعلومات المهمَّة، حيث أفاد الباحثون: «على الرغم من أنَّ بعض الأنواع تُظهرُ تأثرًا سلبيًا بسبب كثرة الضواري، لكن أغلبيَّة أنواع الطيور الغرِّيدة لا يظهر عليها أي تأثّر بفعل ازدياد أعداد مُفترساتها من الجوارح أو من السناجب الرماديَّة».

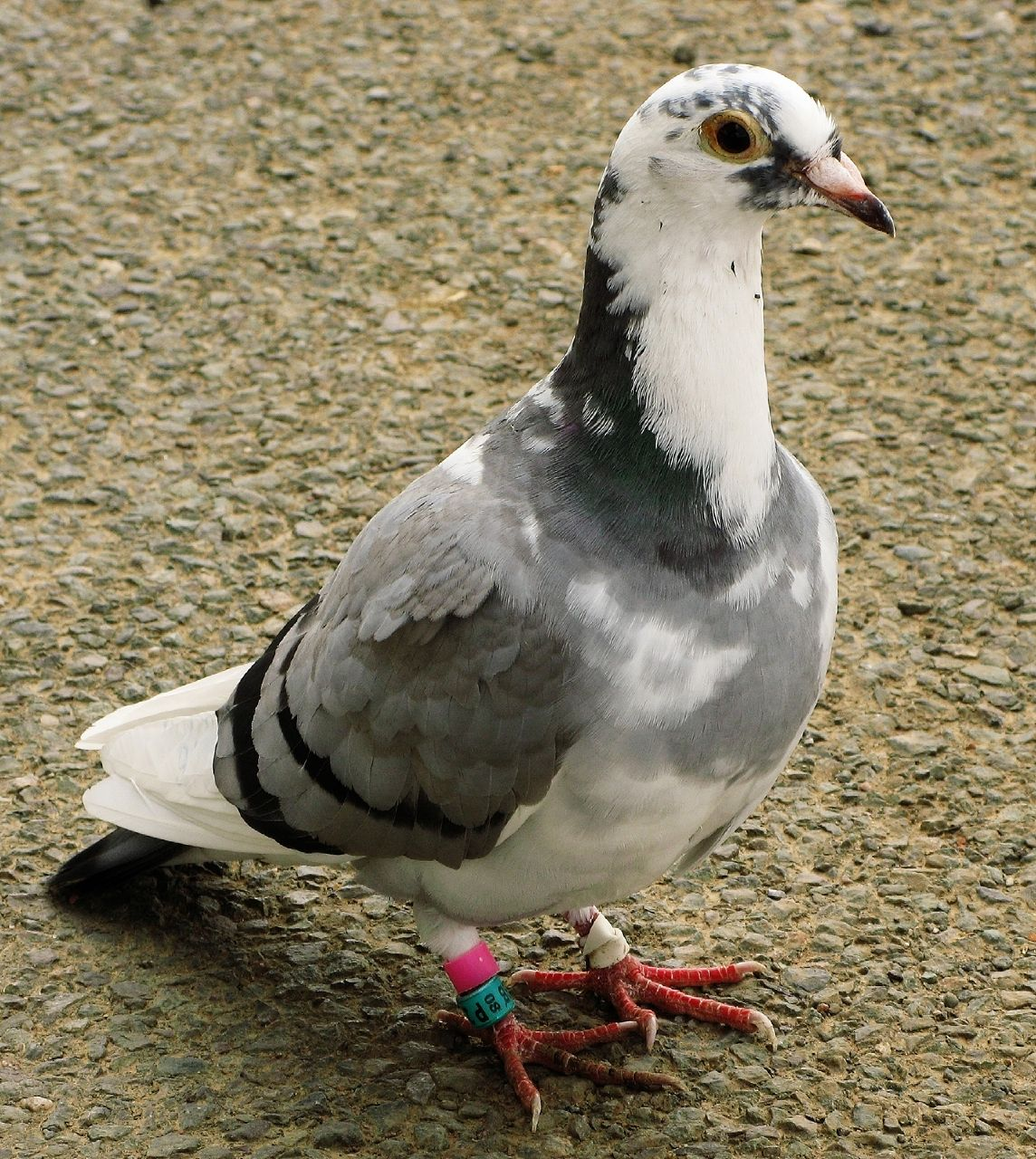
تُعدُّ البواشق الأوراسيَّة مسؤولة عن نفوق أقل من 1% من الحمام الزاجل.

إدَّعى مُربو الحمام الزاجل في بريطانيا منذ القِدم أنَّ البواشق الأوراسيَّة والشواهين تتسبب لهم بخسائر مُتصاعدة وتفتك بالكثير من طيورهم النفيسة، ووصل الحد بالبعض من هؤلاء أن يُطالبوا بإبادة تلك الجوارح في المناطق حيث يتم إكثار الحمام وحيث توضع منصَّات الراحة المخصصة لها.
عام 2004م، نُشرت دراسة اسكتلنديَّة مموَّلة من هيئة التراث الوطني الإسكتلندي والاتحاد الإسكتلندي لِمُربي الحمام الزاجل تتناول تأثير الجوارح على الطيور سالِفة الذِكر، وجاء فيها أنه: «لا دليل على أنَّ الجوارح تتسبب بأضرار جسيمة للحمام الزاجل سواء في محطَّات استراحتها أو خلال السباقات». وقد قيل أنَّ نسبة الحمام المفقودة سنويًا تصل إلى 56%، لكن النسبة التي تسقط ضحيَّة البواشق – "المُلامَة غالبًا على الخسائر الكبيرة" – كانت أقل من 1%، وحوالي 2% على الأقل سقطت ضحيَّةً للشواهين. أشرف على هذه الدراسة مختبر العلوم المركزي؛ وعمل الباحثون مع أعضاء من الاتحاد الإسكتلندي لِمُربي الحمام الزاجل لتأمين البيانات الضروريَّة والمعلومات اللازمة عن عدد حلقات الأرجل التي تُزوّدُ بها الحمائم، والتي عُثر عليها في أعشاش الشواهين وعلى جيف الطيور النافقة منها.
خلال الفترة الممتدَّة من شهر يناير حتى شهر أبريل سنة 2009م، أجرت الحكومة الإسكتلنديَّة تجربة لمحاولة إزالة البواشق الأوراسيَّة من المناطق القريبة من دروب سباق الحمام وتلك التي توضع فيها منصَّات استراحتها (في غلاسكو، وأدنبرة، وكلمارنوك، وستيرلينغ، ودمفريز)، وإعادة توطينها في مناطق أخرى بعيدة. كلَّفت هذه التجربة حكومة البلاد 25,000 جنيه استرليني، ودعمها الاتحاد الإسكتلندي لِمُربي الحمام الزاجل بقوَّة، ممثلًا هواة تربية الحمام في اسكتلندا البالغ عددهم 3,500 شخص. وكان من المُخطط إطلاق التجربة بداية عام 2008م، لكن تمَّ تأجيلها بسبب أنَّها كانت ستؤثّر سلبًا على موسم تفريخ الجوارح. وتعرَّضت الخطَّة للانتقاد من قِبل المستشار البيئي الحكومي، الدكتور إيان بينبريدج، بالإضافة لهيئة التراث الوطني الإسكتلندي، ومُنظماتٍ عديدة بما فيها الجمعيَّة الملكيَّة لحماية الطيور، والجمعيَّة الإسكتلنديَّة لمنع الإساءة إلى الحيوانات.
كشفت الحكومة الإسكتلنديَّة عن نتائج هذه التجربة في سنة 2010م، فظهر أنَّ سبعة بواشق من خمس مناطق تضم مساكن ومنصَّات استراحة للحمام الزاجل، أُعيد توطينها خارجها، وقد عاد أحد البواشق مرَّتين إلى المنطقة التي أُخذ منها، فيما سعت البواشق الأخرى وراء مساكن حمام جديدة قريبة من المناطق التي نُقلت إليها. وقد نصَّ تقرير الخبراء على أنَّ: «كميَّة ونوعيَّة البيانات التي ظهرت للعيان ليست كافية، وتفيد باستحالة الوصول إلى استنتاجاتٍ مؤكدة»، كما أشارت الحكومة إلى أنها لن تُقدم على تمويل أيَّة أبحاث أخرى تتضمَّن أسر وإعادة توطين الكواسر، وقال المُتحدث باسم الاتحاد الإسكتلندي لِمُربي الحمام الزاجل أنَّ: «الاتحاد كان مُتفائلًا للغاية بفكرة أنَّ أسر البواشق وإعادة توطينها من شأنه أن يؤمن بعض الحماية للحمائم».

### تربية الصقور

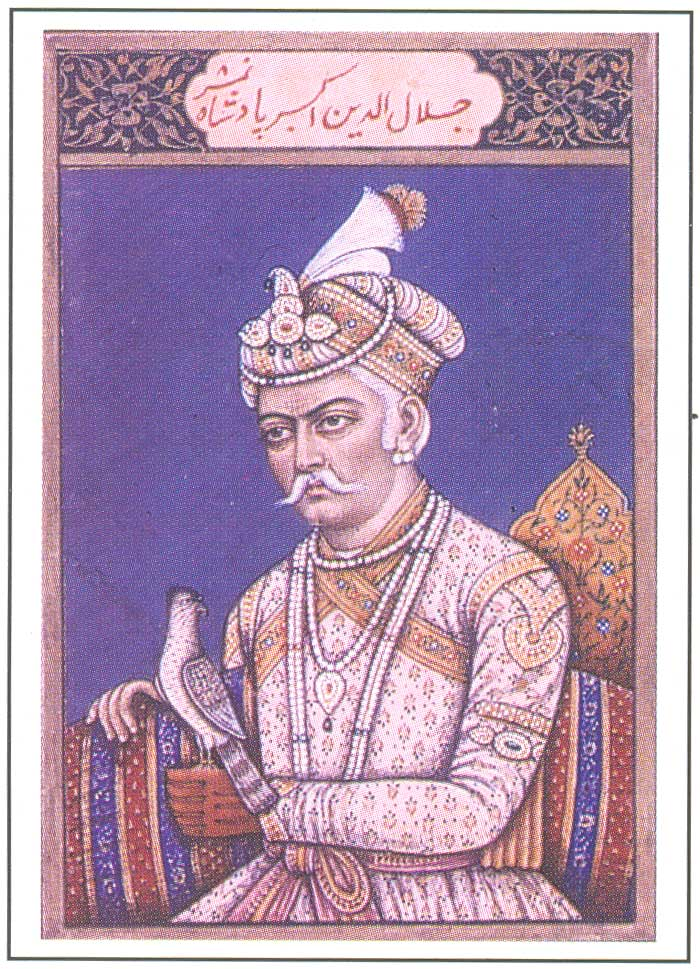
رسم للسُلطان جلالُ الدين محمد أكبر مع باشقه.

دُجِّنَ الباشق الأوراسي واستُخدم في الصيد منذ قرون، مثله في ذلك مثل أنواع كثيرة من الصقور والبيزان، ومن أبرز من صاد بالباشق: العرب والروم والفرس والهنود وعدد من الشعوب الأوروبيَّة، ومن أشهر الأشخاص الذين كانوا يُفضلون هذه الطيور: السلطان أبُو الفَتح جَلالُ الدِّین مُحَمَّد أكبَر، سُلطان سلطنة الهند المغوليَّة (1542–1605). والعرف السائد حتى الزمن الحالي في كلٍ من دول الخليج العربي وتونس وجورجيا، أن تُنصب الشباك في البريَّة لالتقاط البواشق المُهاجرة جنوبًا، حيثُ يُعمل على تدريبها طيلة أسابيع كثيرة، ثمَّ تُستخدم في صيد السُمانى والحجلان لموسمٍ واحد قبل أن يُعاد إطلاق سراحها، ومؤخرًا أخذ الكثير من الصقَّارين يحتفظون بطيورهم لفتراتٍ أطول وحتى إلى الأبد بسبب ندرة الطيور القاطعة فوق بلادهم. وما زال الصيد بالبواشق شائع أيضًا في بعض أنحاء تركيَّا والشام بما في ذلك البادية السوريَّة، وسهل عكّار في شمال لبنان، غير أنَّ هذه العادة في طريقها للزوال في المنطقة الأخيرة. البواشق الأوراسيَّة من طيور القنص المُفضَّلة عند الصقَّارين في إيرلندا أيضًا.
كان الكهنة الإنگليز يستأنسون البواشق الأوراسيَّة ويحملونها معهم في رحلات الصيد وفي أسفارهم، وفي هذا إشارة إلى المرتبة الوضيعة التي احتلَّتها هذه الطيور بحلول ذلك الزمن، مُقارنةً بالمرتبة الرفيعة التي كانت تحتلها خلال العصور الوسطى، عندما كانت السيدات النبيلات ذوات الجذور والصلات الملكيَّة تحملها معها في رحلات القنص، وتُفضلها على غيرها من الكواسر بسبب حجمها الصغير. يُطلق الصقَّارون الإنگليز اسم musket على ذكر الباشق الأوراسي، وهي كلمة مُشتقة من كلمةٍ لاتينيَّة هي musca بمعنى «طيران»، وهي بدورها مُشتقة من moschet الفرنسيَّة القديمة. وَرَدَ في كتاب القدّيس ألبانز الشهير، والعائد للقرون الوسطى، لائحة معروفة جاء فيها وصف أنثى الباشق «بطائر الكاهن»، والذكر «بطائر رجل الدين».

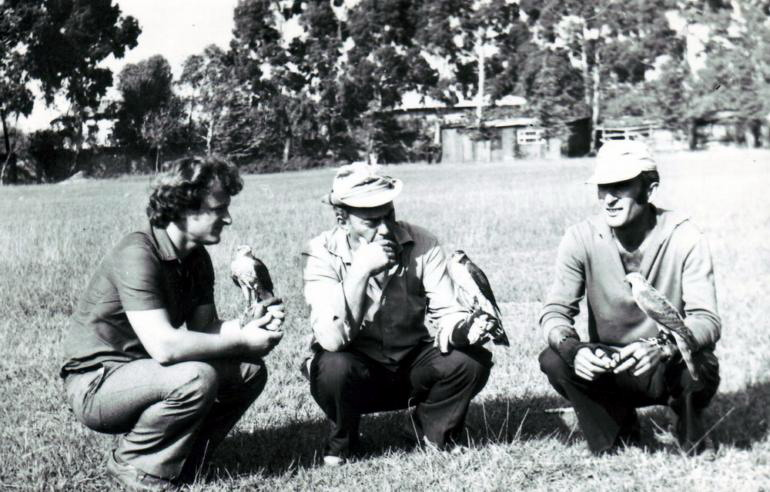
صورة تعود إلى سنة 1980 يظهر فيها صقَّارون جورجيّون من أجاريا يحملُ كُلٌ منهم باشقه.

يُعتبرُ الباشق أحد أشد الكواسر عصيانًا للصقَّارين، ويشتهر بصعوبة تدريبه، ومما قيل في هذا المجال: «إنَّ الصقَّار الذي أخذ على عاتقه تدريب باشقٍ على الصيد عليه أن يعي أنَّه أقدم على التعاطي مع أحد أصعب البيزان مراسًا ومن أكثرها عنادًا». تُعدُّ الأنثى خيارًا سيِّئًا بالنسبة لأي صقَّار مُبتدئ، ويشتهر الذكر بصعوبة المراس وتطلّبه الكثير من العناية والانتباه والمُتابعة، حتى من الصقَّار الخبير المُخضرم. وُصفت هذه الكواسر على أنَّها: "بيزانٌ صغيرة هستيريَّة"، لكنها امتُدحت أيضًا على شجاعتها وتوفيرها للصيَّاد "قنصٌ من مسوىً رفيع". يصف فيليپ گلاسير الصيد بالبواشق بقوله: «من نواحٍ عديدة، فإنَّ الصيد بواسطتها تفوق مُتعته مُتعة الصيد باستخدام أي نوعٍ آخر أضخم قصير الجناح»، ويُضيف أنها: «يصعبُ ترويضها كثيرًا». تُستخدم البواشق غالبًا في قنص الطرائد الصغيرة من شاكلة الزرازير المألوفة والشحارير المألوفة، مع العلم أنها قادرة على الفتك بطيورٍ أكبر مثل الحذف الأوراسي (الشتوي)، والعقعق الأوراسي، والحمام، والقطا، والتدرّج، والحجلان. أشار كاتبٌ من القرن التاسع عشر إلى أنَّ هذه الطيور هي "الأفضل في صيد التفالق الأرضيَّة"، وهو يقصد بذلك الطيور المشهورة اليوم باسم «الصفارد» (مُفردها صُفرد). عام 1735م، أشار قاموس الرياضيّون الإنگليزي إلى البواشق الأوراسيَّة بقوله: «إنها مُستعدةٌ للقنص صيفًا وشتاءً، وسوف تُهاجم كل أنواع الطرائد أكثر من الصقور. ولو أثبتت أنثى جدارتها، فسوف تفتك بالشتاء بالعقاعق، والغرباني، والقيق، ودجاج الأرض، والسمَّان، والشحارير، ودج الغيط، وطيورٌ كثيرة أخرى من نفس الشكل والحجم».

### في الثقافة الإنسانيَّة
يُعتبرُ الباشق طائرًا مُقدَّسًا في الميثولوجيا التيوتونيَّة (حيثُ يُسمَّى كراهوي أو كراهوغ) وكان الجرمانيّون يُنشدونه الأناشيد ويقولون بعيشه في بستان الآلهة. وكانت البواشق الحرام تجثم على أغصان شجرة السنديان التي تنمو فوق قبر الرجل المقتول، و"تذيع نبأ الفعل الكريه". كان أهالي بعض المناطق في إنگلترا يعتقدون أنَّ الوقواق المألوف يتحوَّل إلى باشق في الشتاء. كذلك، كان الإنگليز يُطلقون على أولادهم الذكور اسم Spearhafoc بمعنى «باشق»، وذلك قُبيل الفتح النورماني للجزيرة سنة 1066م. كذلك فإنَّ الاسم «باشق» أطلقه العرب على أولادهم من الذكور منذ القِدم.
عام 1695م، كتب يوحنا أوبري في مؤلفه حامل عنوان "منوعات" يقول:
'قبل فترةٍ قصيرة من وفاة الملك تشارلز الثاني هرب باشقٌ من وكره، واتخذ لنفسه مسكنًا على إحدى القمم الحديديَّة للبرج الأبيض، وقد علق السلك المربوط بقدمه بإحدى نتوءات القمَّة، فتدلّى متأرجحًا منها ومات. وقد اعتُبرت الحادثة نذير شؤم، وقد وقع الشؤم بالفعل.'

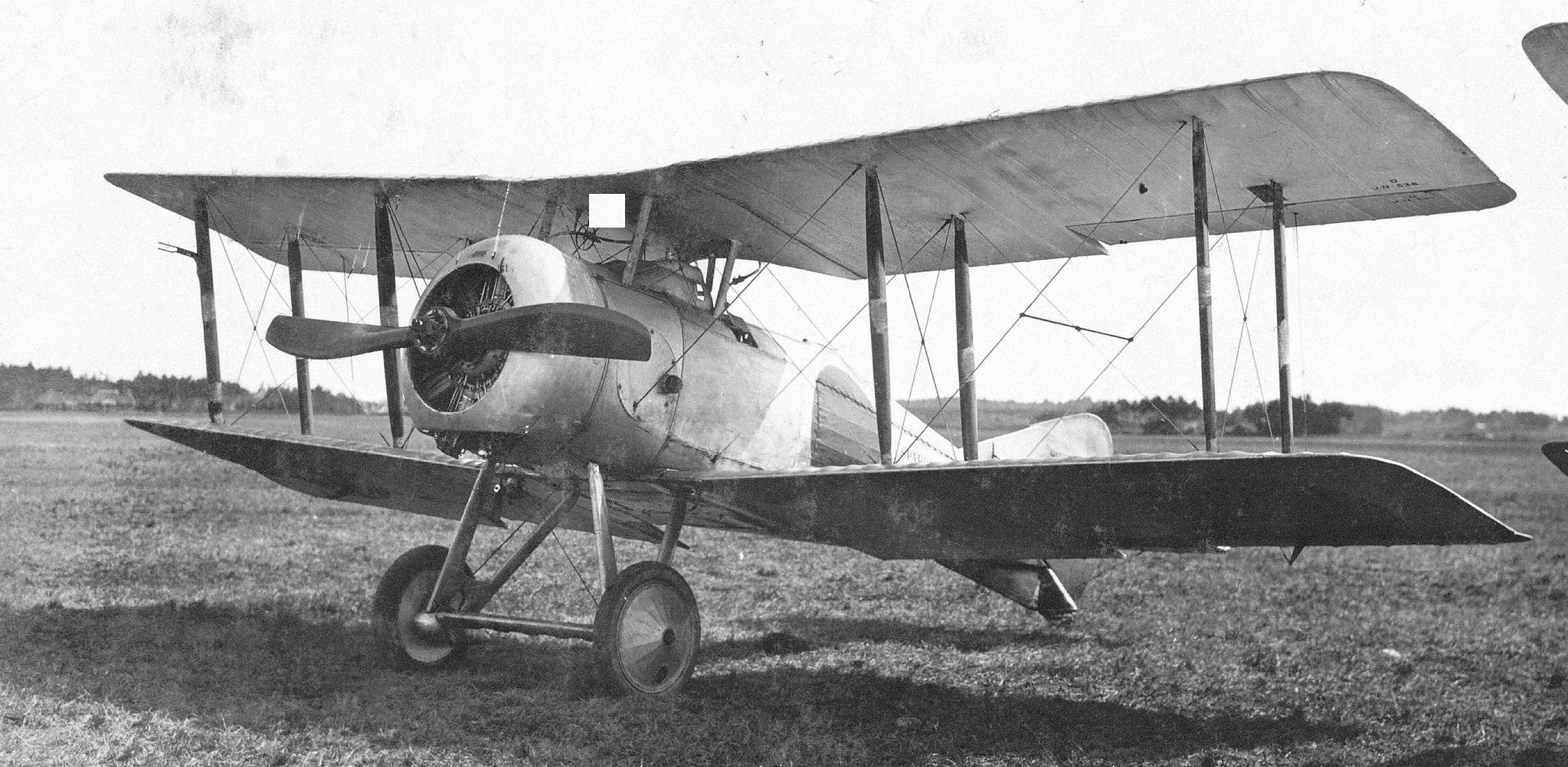
طائرة سپاروهوك بريطانيَّة الصنع تابعة للبحريَّة الإمبراطوريَّة اليابانيَّة، من عقد العشرينيَّات.

أُطلق على ذكر الباشق الأوراسي تسمية musket أو musquet في إنگلترا، وهي البُندقيَّة القديمة ذات القدَّاحة أو بُندقيَّة الدك، المعروفة أيضًا بالعربيَّة العاميَّة باسم البارودة، والتسمية الإنگليزيَّة كانت في الأساس تُطلق على ترباس القوس المُستعرض، ولاحقًا على نوع من المدافع الصغيرة، ومن ثمَّ عُرفت فيها ذكور البواشق نظرًا لحجمها الصغير الذي يُقارب حجم هذه الأدوات. أطلقت شركة گلوستر للمركبات الجويَّة البريطانيَّة اسم Sparrowhawkعلى إحدى طائراتها من سلسلة مارس.
ظهر الباشق الأوراسي أيضًا في عدَّة أعمال إبداعيَّة، منها كوميديا ويليام شكسپير حاملة عنوان «زوجات ويندسر البهيجات» (بالإنگليزيَّة: The Merry Wives of Windsor)، وفيها تُحيي السيدة فورد روبن، خادم السير فلاستاف، قائلةً: "How now, my eyas musket"، والمقصود بعبارة eyas musket هو الشاب الحيويّ (كلمة eyas تعني فرخ الباز). كتب شاعر البلاط الإنگليزي تيد هيوز قصيدة عنوانها Sparrow Hawk تُشير إلى هذا النوع. ذَكَرَ هرمان هيسه هذه الطيور في كتابه حامل عنوان "دميان"، كما ذُكرت في مؤلَّف ألف ليلة وليلة في حكاية الملك قمر الزمان ابن الملك شهرمان: «فلمَّا قَرُبت من صاحبها وجدته عِفريتًا يُقالُ له دهنش فانقضت عليهِ انقضاض البَاشِق». كما استُعمل اسم «باشق» لتسمية أحد أبطال مسلسل «الجوارح» من عام 1995م، والذي أدّى دوره الفنان السوري صباح عبيد.